# Dekanat Karlstadt
Das Dekanat Karlstadt war eines von 20 Dekanaten im römisch-katholischen Bistum Würzburg.
Es umfasste die Altkreise Gemünden am Main und  Karlstadt, heute Landkreis Main-Spessart. Es grenzte im Osten an das Dekanat Hammelburg im Südosten an das Dekanat Schweinfurt-Nord und Dekanat Schweinfurt-Süd, im Süden an das Dekanat Würzburg rechts des Mains und Dekanat Würzburg links des Mains, im Westen an das Dekanat Lohr und im Norden an das Bistum Fulda.
Vierzig Pfarrgemeinden und zwei Kuratien haben sich bis 2010 zu zwölf Pfarreiengemeinschaften zusammengeschlossen.
Dekan war Albin Krämer, koordinierender Pfarrer der Pfarreiengemeinschaft der Frankenapostel, Zellingen. In dieser Ortschaft befand sich der Verwaltungssitz.
Ab dem 1. Okt. 2021 bildet das Dekanat Karlstadt zusammen mit dem Dekanat Lohr das Dekanat Main-Spessart mit dem Verwaltungssitz in Karlstadt, aufgeteilt in die vier pastoralen Räume Gemünden, Karlstadt, Lohr und Marktheidenfeld.

## Gliederung
Sortiert nach Pfarreiengemeinschaften werden die Pfarreien genannt, alle zu einer Pfarrei gehörigen Exposituren, Benefizien und Filialen werden nach der jeweiligen Pfarrei aufgezählt, danach folgen Kapellen, Klöster und Wallfahrtskirchen. Weiterhin werden auch die Einzelpfarreien am Ende aufgelistet.

### Pfarreiengemeinschaften

#### Pfarreiengemeinschaft Pagus Sinna – Mittlerer Sinngrund (Burgsinn)
- Pfarrei St. Michael Burgsinn
- Kuratie Sieben Schmerzen Mariens Aura im Sinngrund
- Pfarrei St. Johannes der Täufer Fellen mit Mariä Geburt Rengersbrunn (Wallfahrtskirche), St. Kilian Wohnrod
- Pfarrei St. Jakobus der Ältere Obersinn

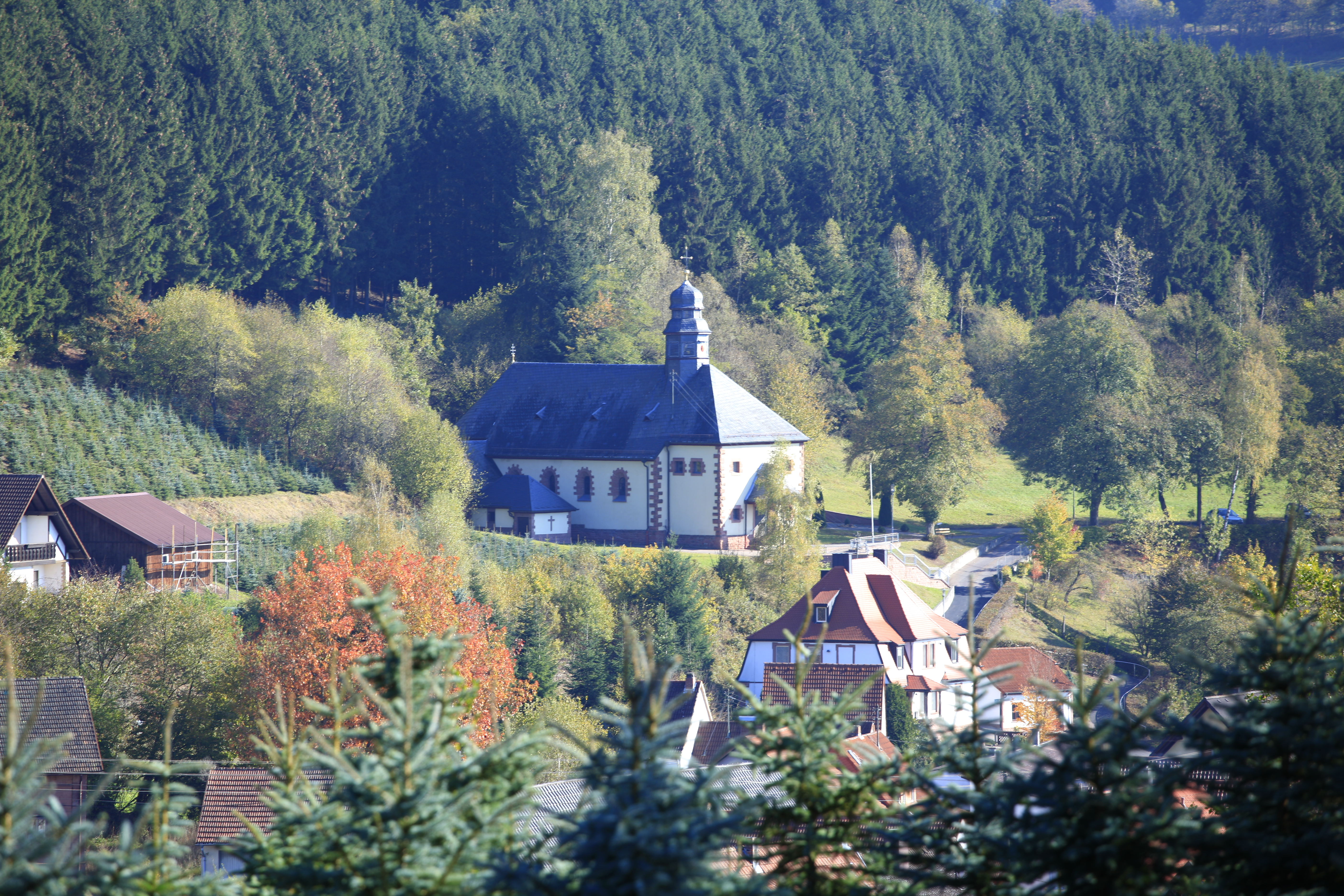
Sieben Schmerzen Mariens, Aura
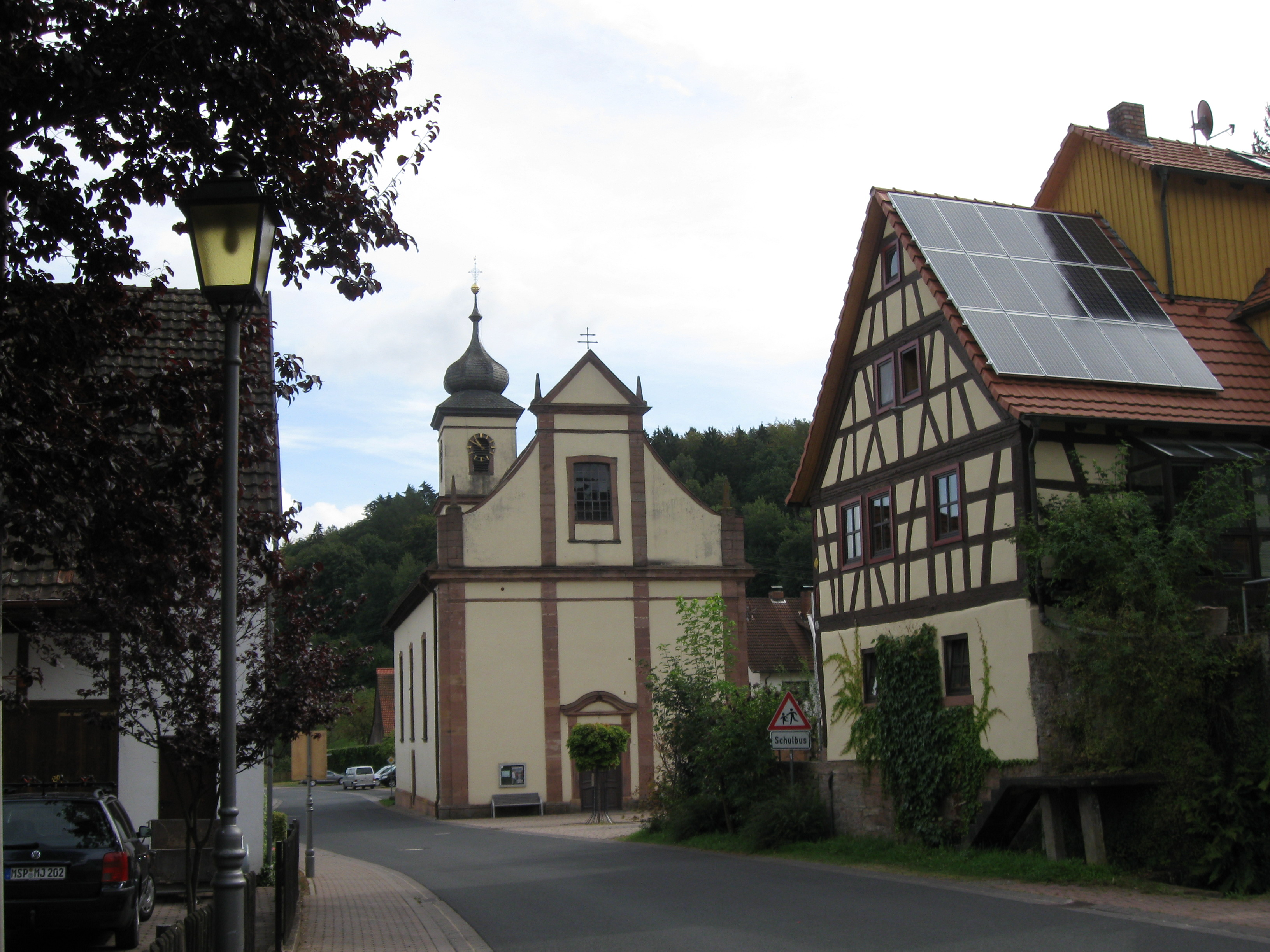
Wallfahrtskirche Mariä Geburt, Rengersbrunn

#### Pfarreiengemeinschaft An den drei Flüssen (Gemünden)
- Pfarrei Heiligste Dreifaltigkeit Gemünden am Main, Klosterkirche Heilig Kreuz
- Pfarrei St. Peter und Paul Gemünden
- Pfarrei St. Michael Hofstetten
- Pfarrei St. Ägidius Massenbuch

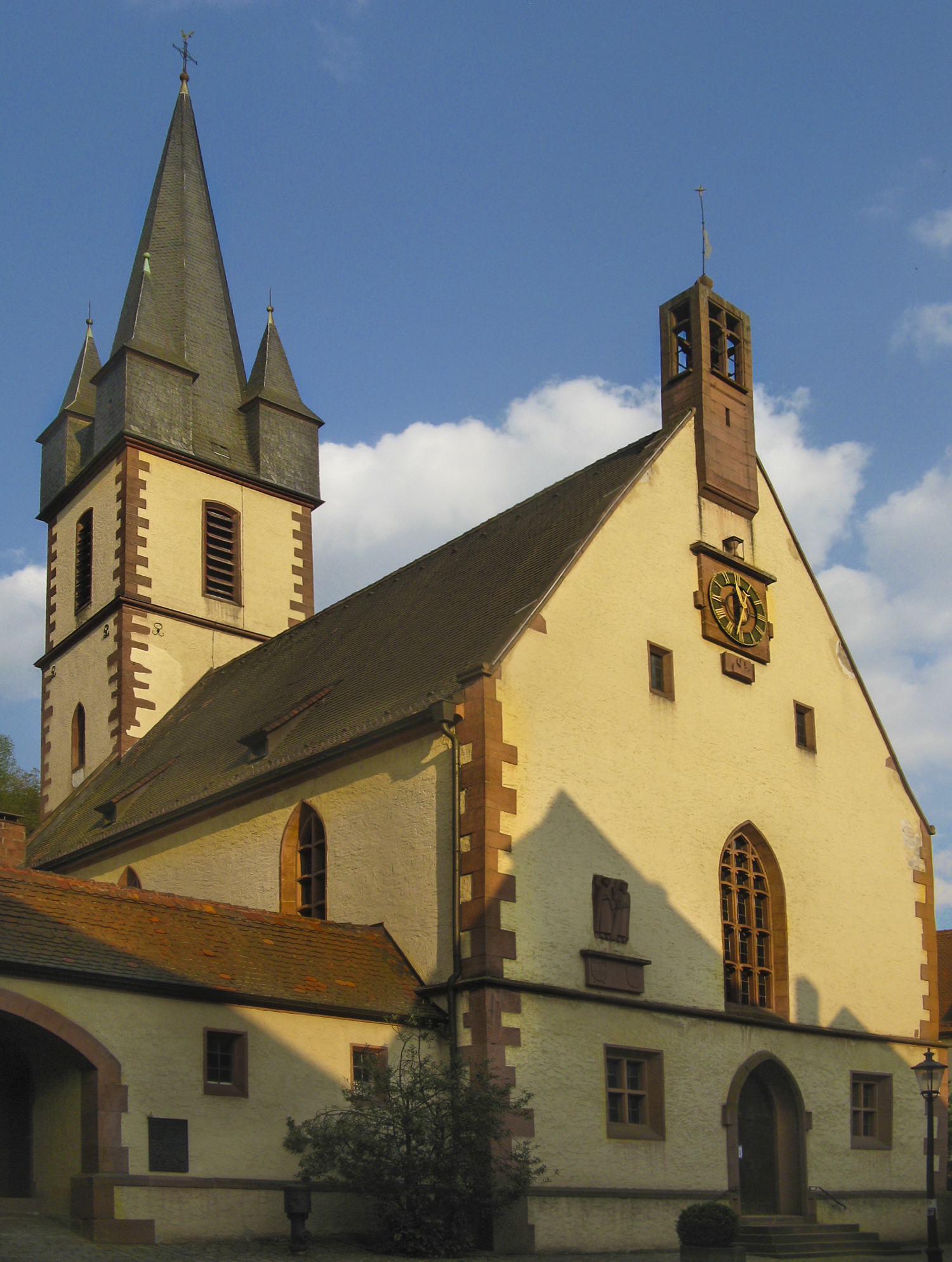
St. Peter und Paul

#### Pfarreiengemeinschaft Main-Sinn (Rieneck)
- Pfarrei St. Johannes der Täufer Rieneck mit Heiligkreuz Schaippach
- Pfarrei St. Wendelin Langenprozelten

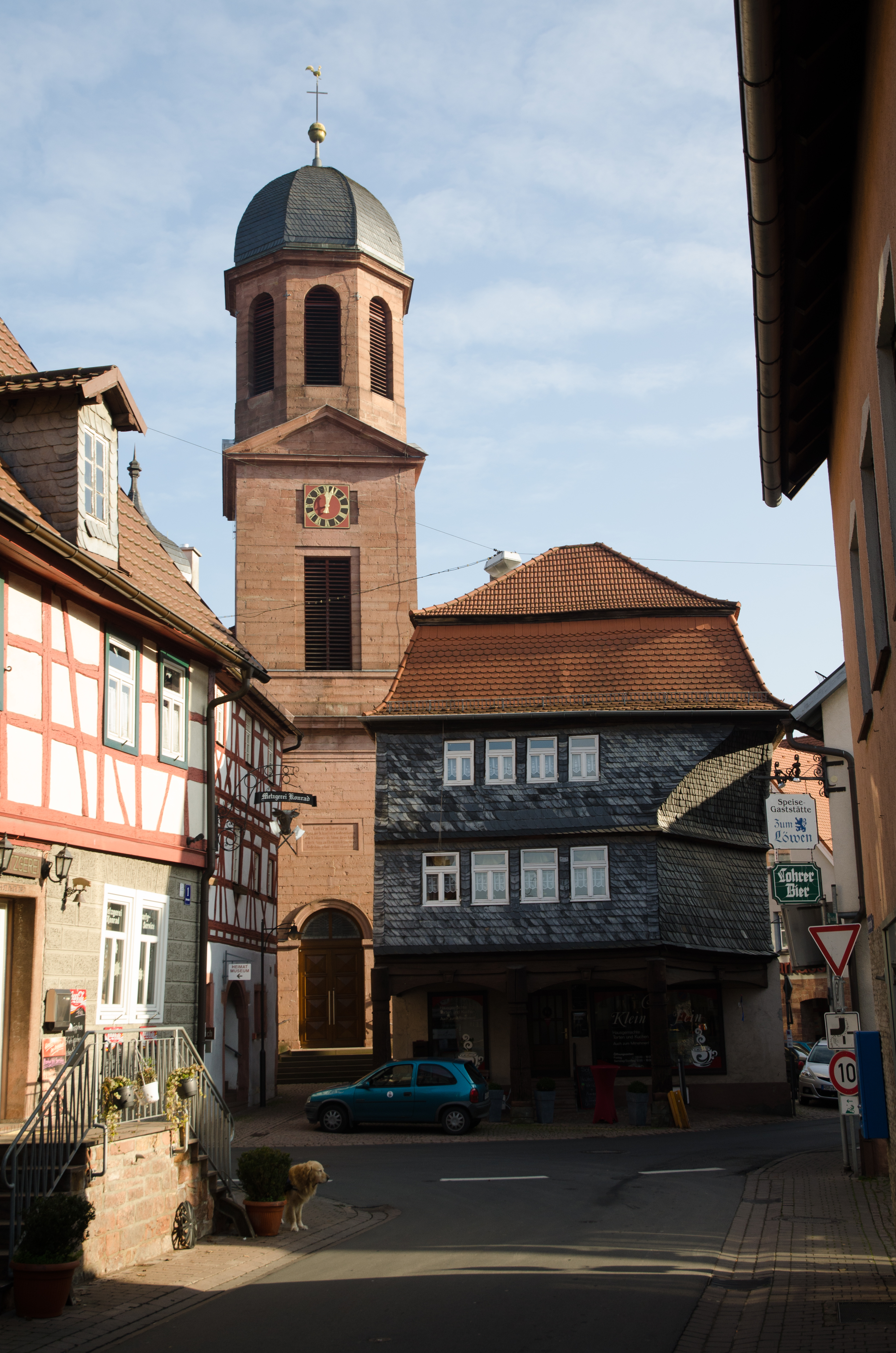
St. Johannes der Täufer
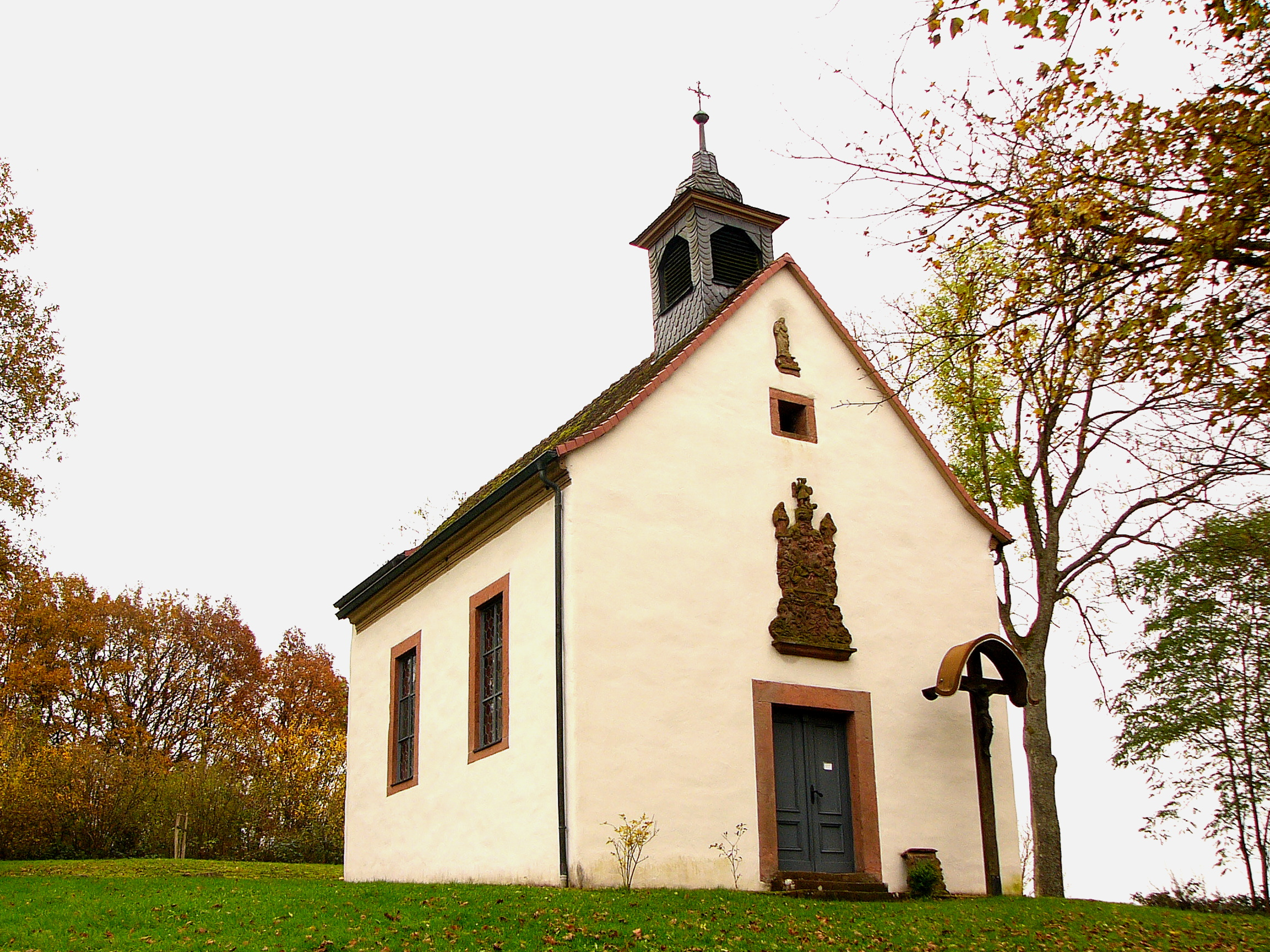
Heiligkreuzkapelle
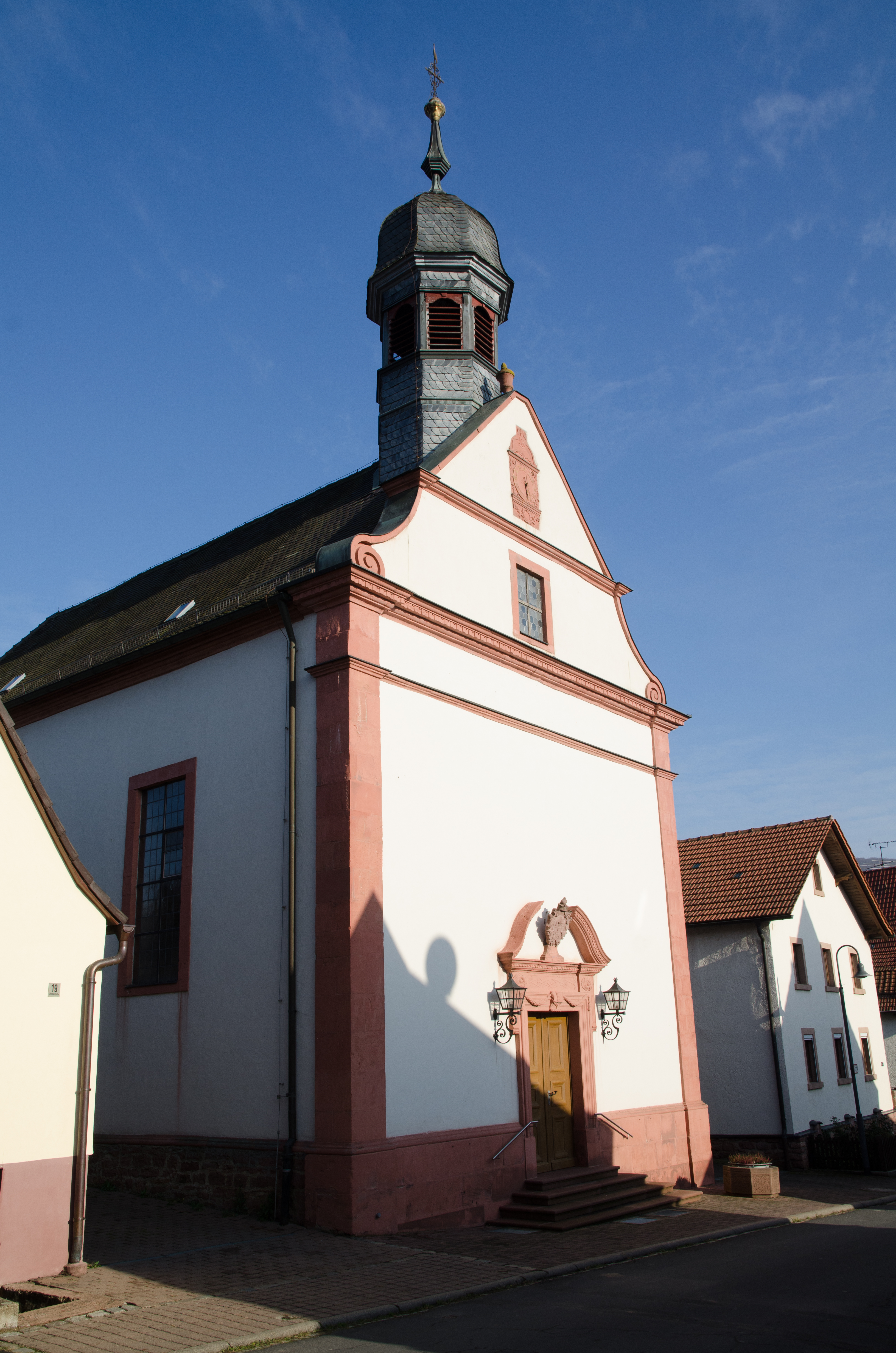
Kreuzerhöhung
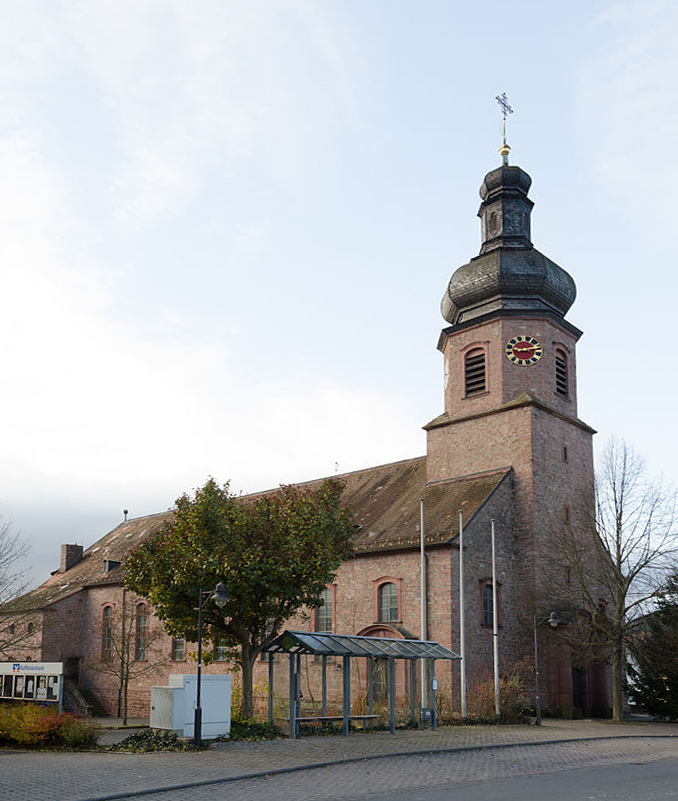
St. Wendelin

#### Pfarreiengemeinschaft Sodenberg (Wolfsmünster)
- Pfarrei Heilige Schutzengel Gräfendorf
- Pfarrei St. Wolfgang Wolfsmünster mit Maria, Patronin Bayerns Aschenroth, St. Martin Michelau an der Saale, St. Laurentius Schonderfeld, St. Jakobus der Ältere Seifriedsburg, St. Johannes der Täufer Weickersgrüben Unbefleckte Empfängnis Mariens  Kloster Schönau

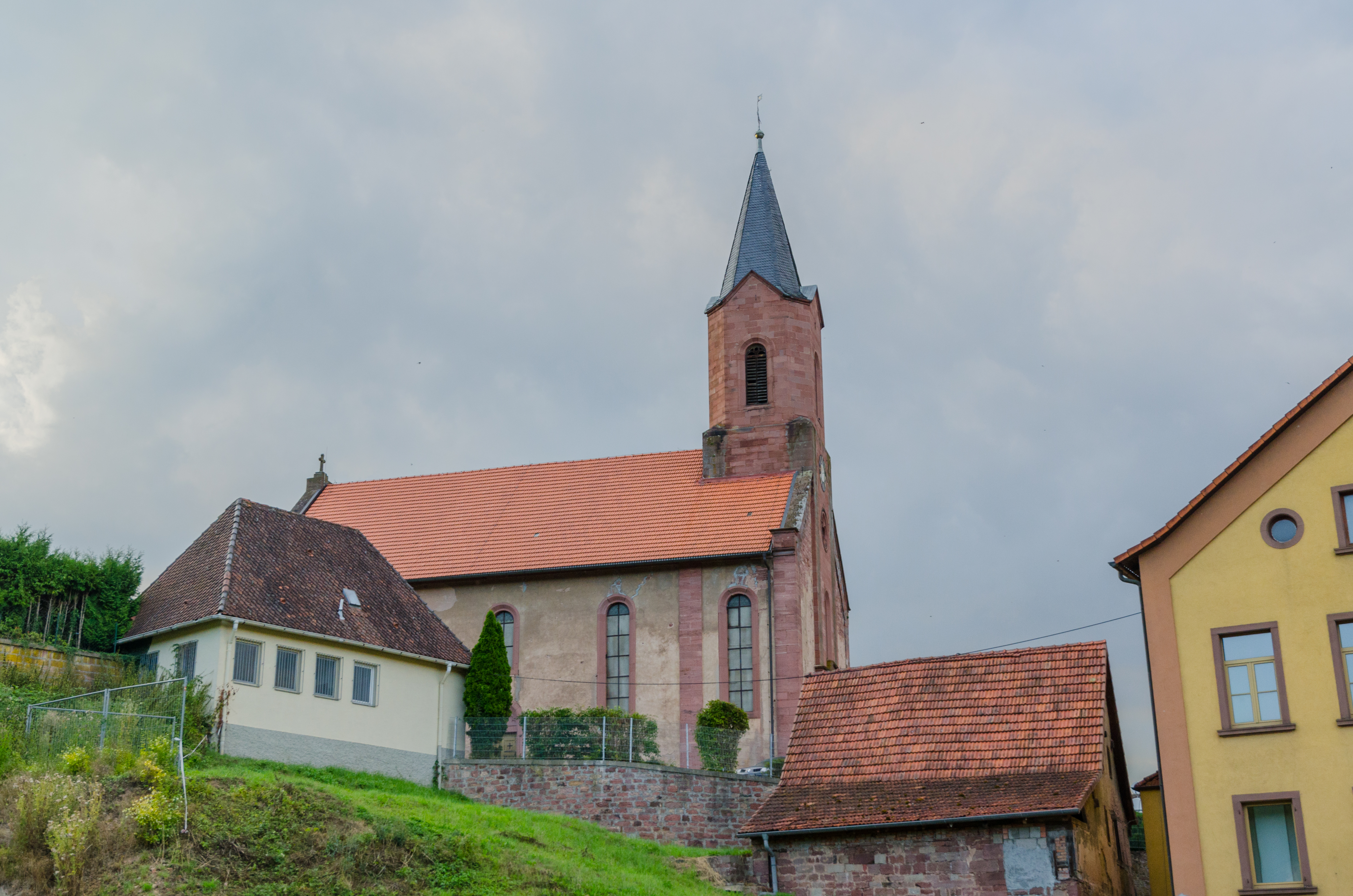
Hl. Schutzengel
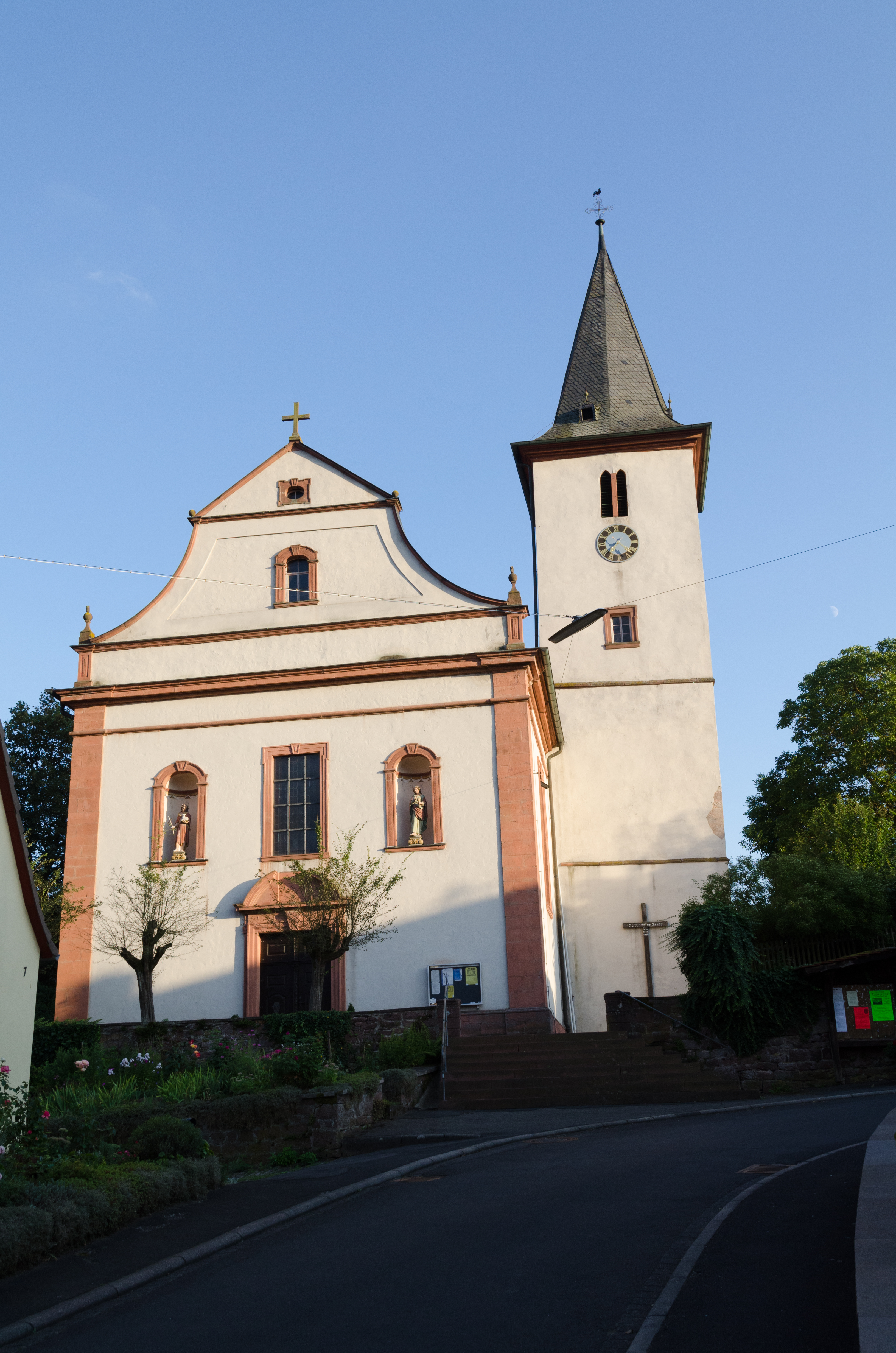
St. Wolfgang
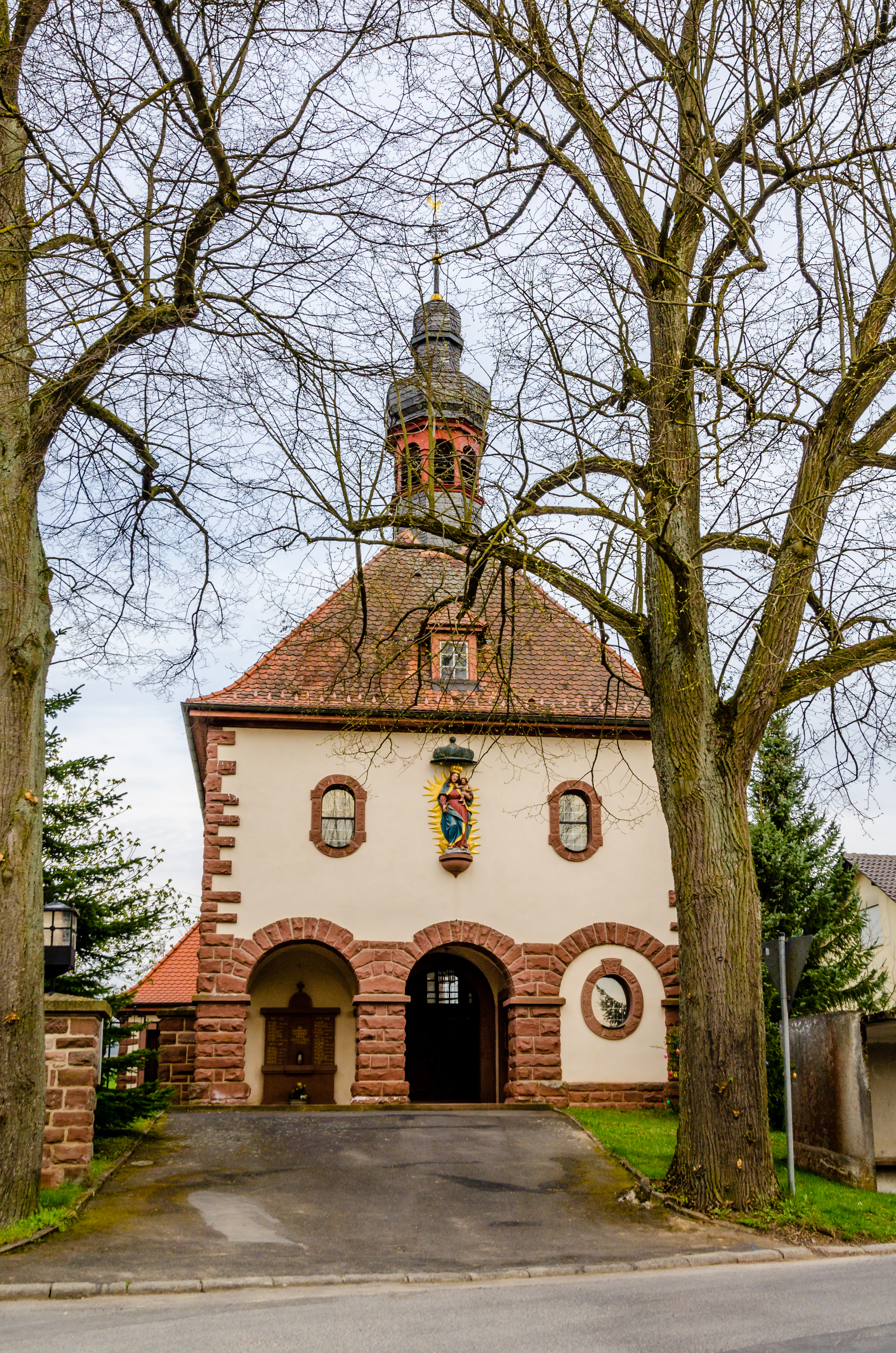
Maria, Patronin Bayerns
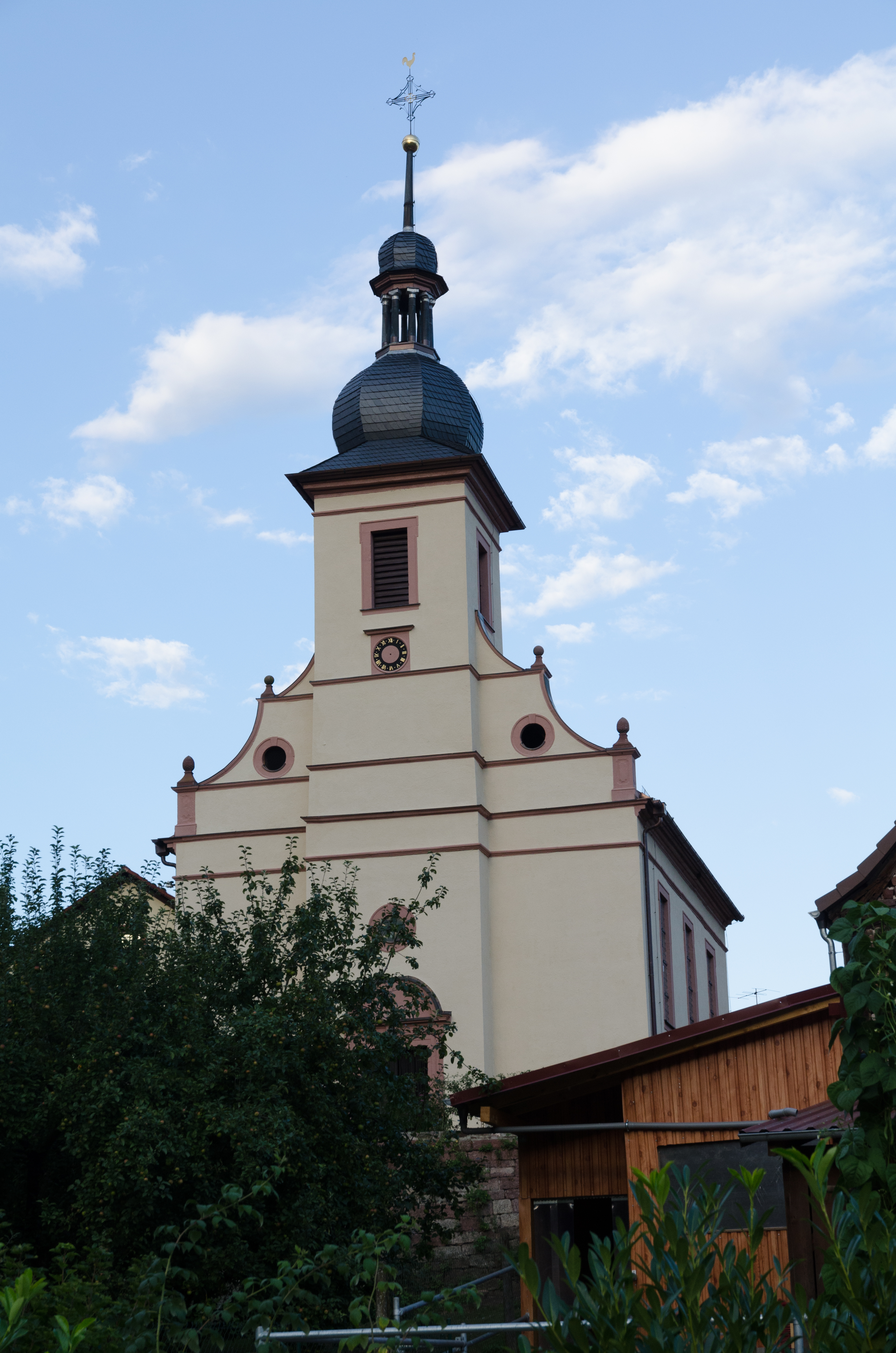
St. Laurentius
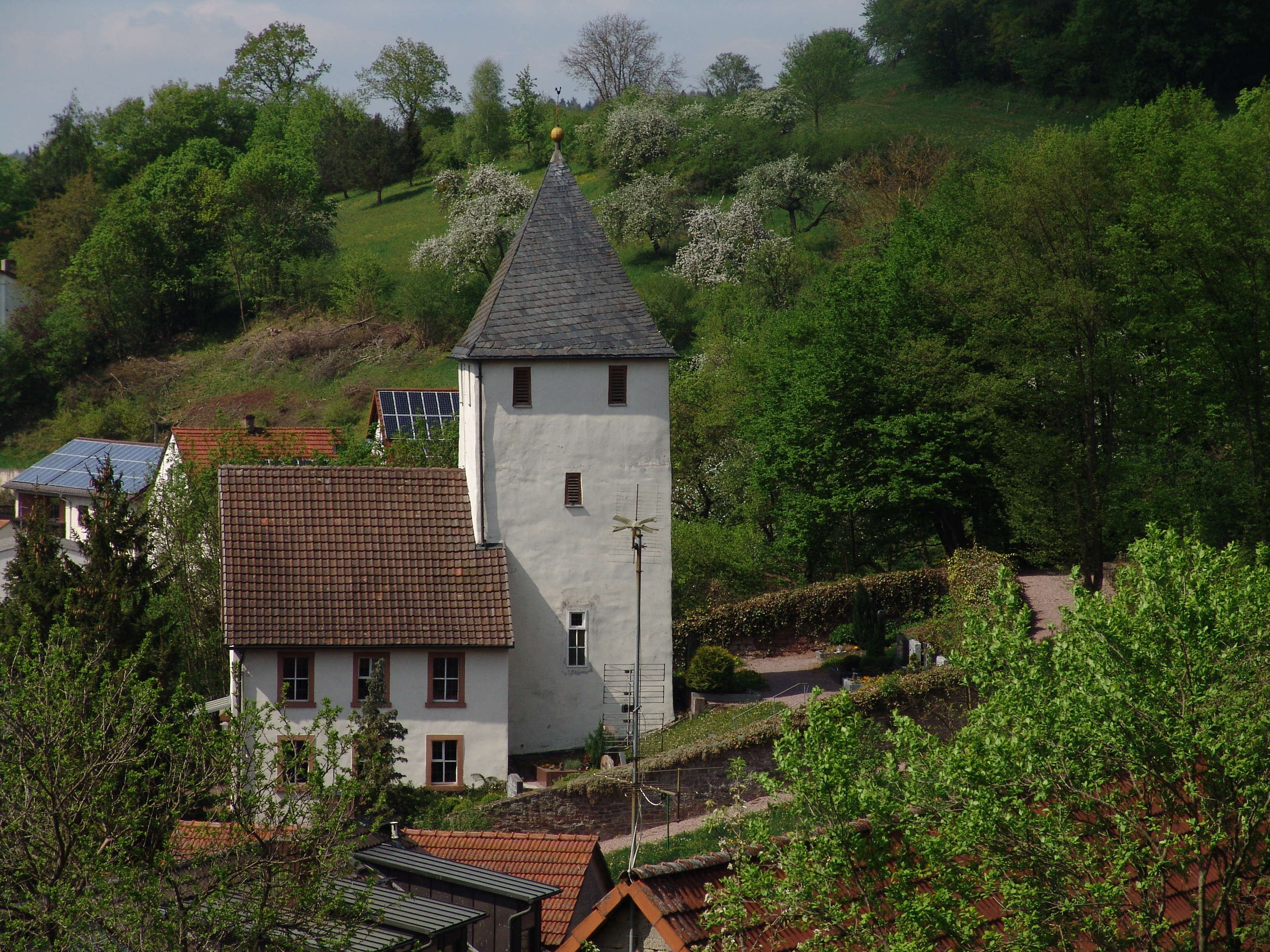
St. Johannes der Täufer
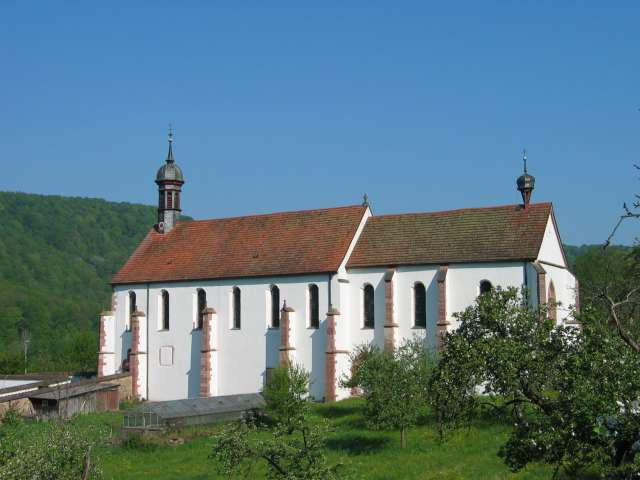
Unbefleckte Empfängnis Mariens

#### Pfarreiengemeinschaft Unter der Homburg (Gössenheim)
- Pfarrei St. Radegundis (Gössenheim) mit St. Hubert Sachsenheim
- Pfarrei St. Gertrud Karsbach mit St. Alban Weyersfeld
- Pfarrei Mariä Himmelfahrt Wernfeld mit St. Leonhard Adelsberg

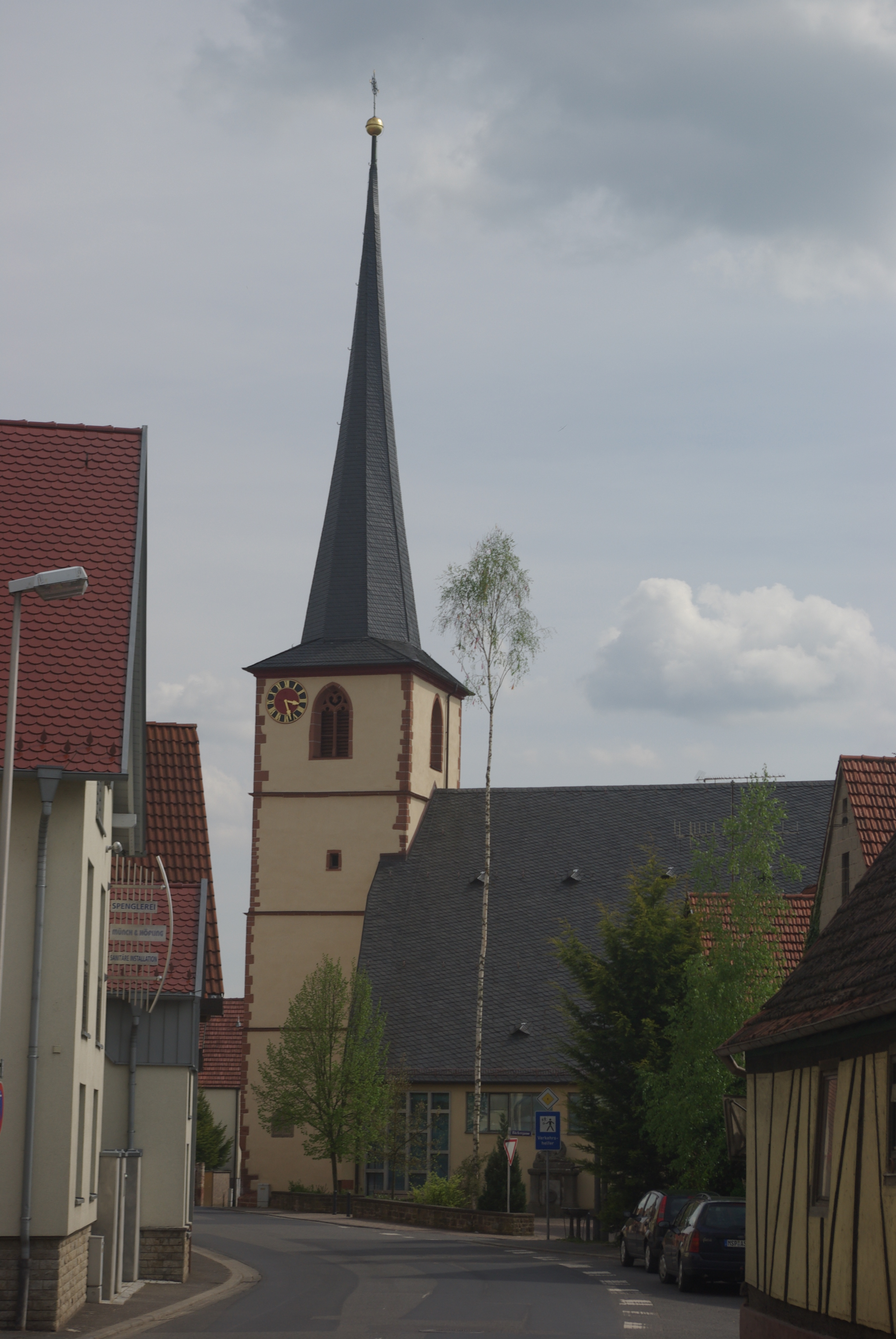
St. Radegundis, Gössenheim
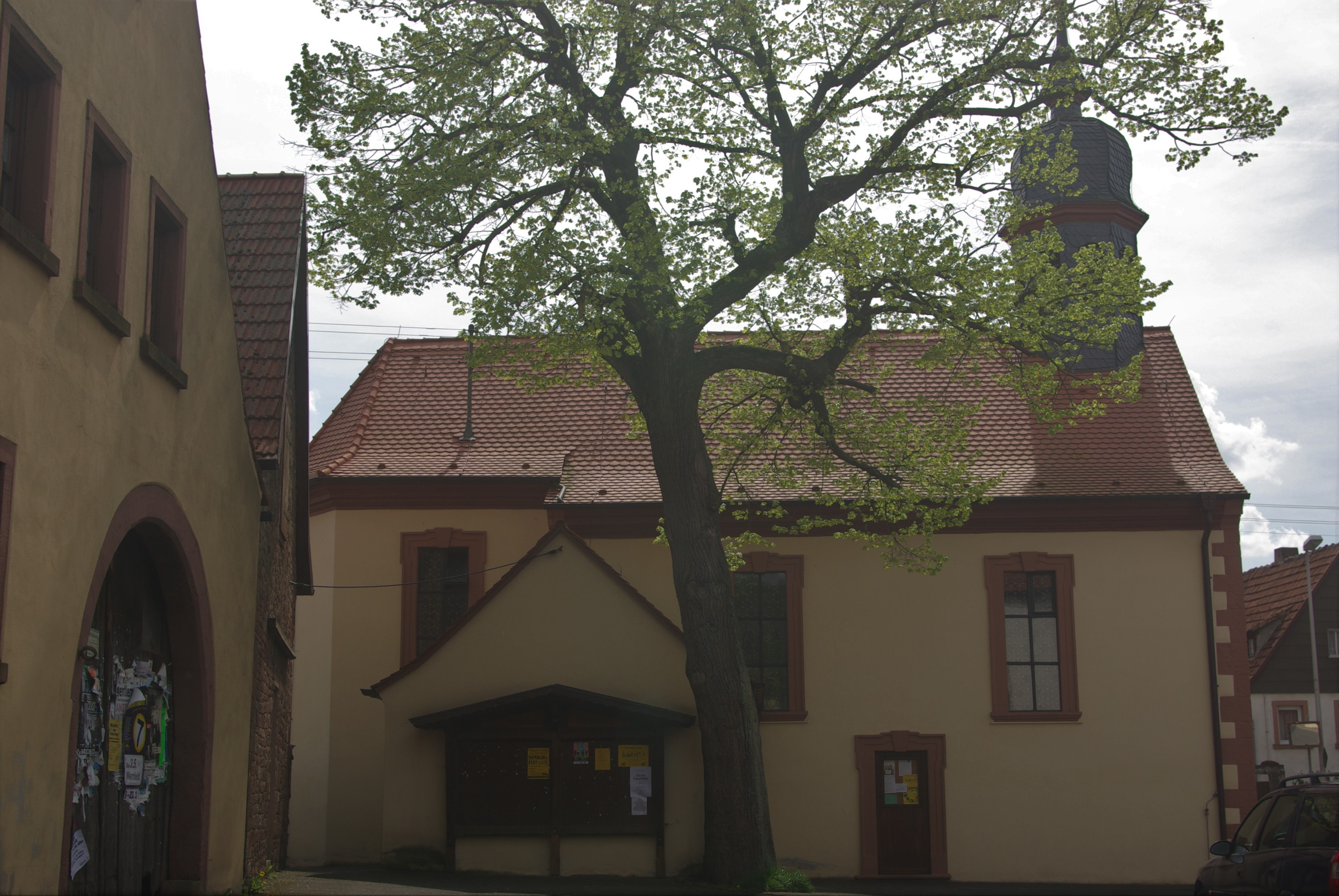
St. Hubertus, Sachsenheim
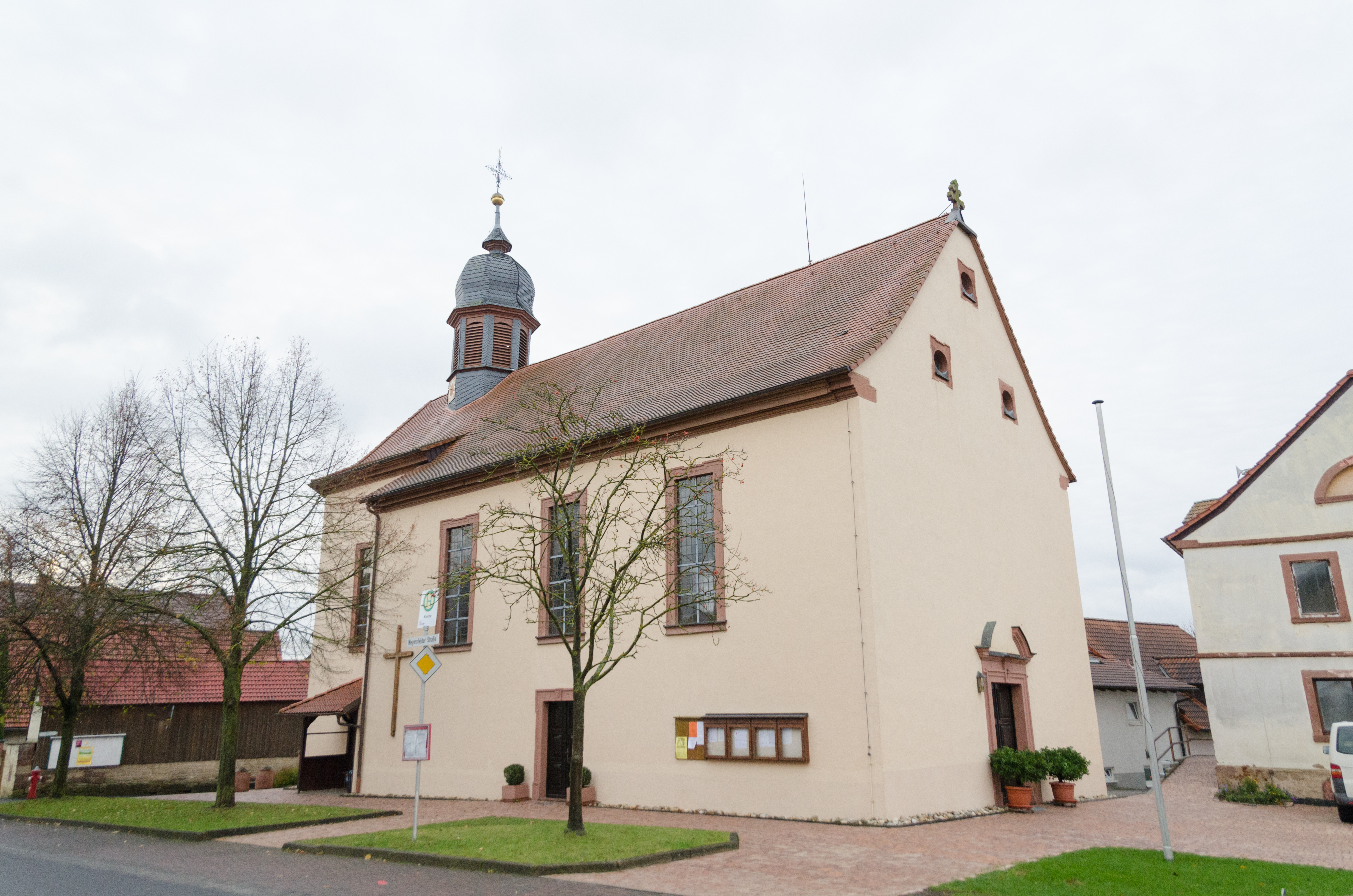
St. Alban, Karsbach
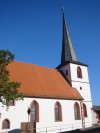
Mariä Himmelfahrt
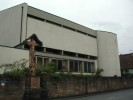
Pfarrzentrum Wernfeld

#### Pfarreiengemeinschaft Hl. Jakobus (Karlburg)
- Pfarrei St. Johannes der Täufer Karlburg
- Pfarrei St. Valentin, St. Simon und St. Judas Thaddäus Rohrbach
- Pfarrei Mariä Himmelfahrt Wiesenfeld mit St. Michael Halsbach und St. Antonius von Padua Harrbach

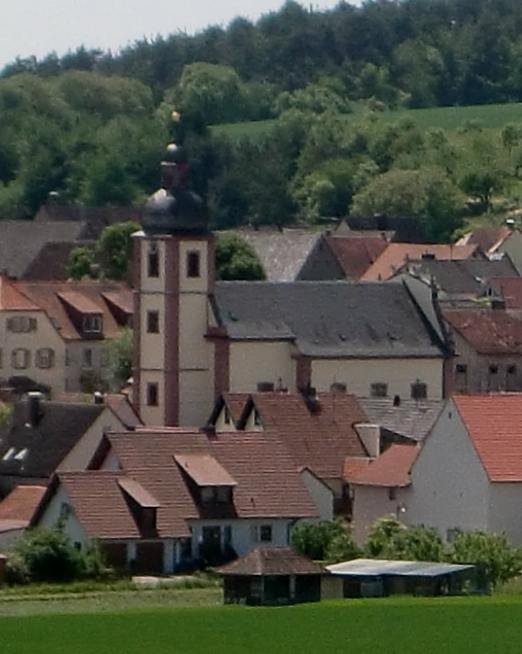
St. Valentin u. a.

#### Pfarreiengemeinschaft Bachgrund (Eußenheim)
- Pfarrei St. Bonifatius und St. Johannes von der lateinischen Pforte Aschfeld
- Pfarrei St. Nikolaus Bühler mit St. Martin Münster, Vierzehn-Nothelfer-Kapelle
- Pfarrei St. Marcellinus und St. Petrus Eußenheim, Kapelle St. Veit
- Pfarrei St. Andreas Hundsbach mit St. Peter und Paul Obersfeld

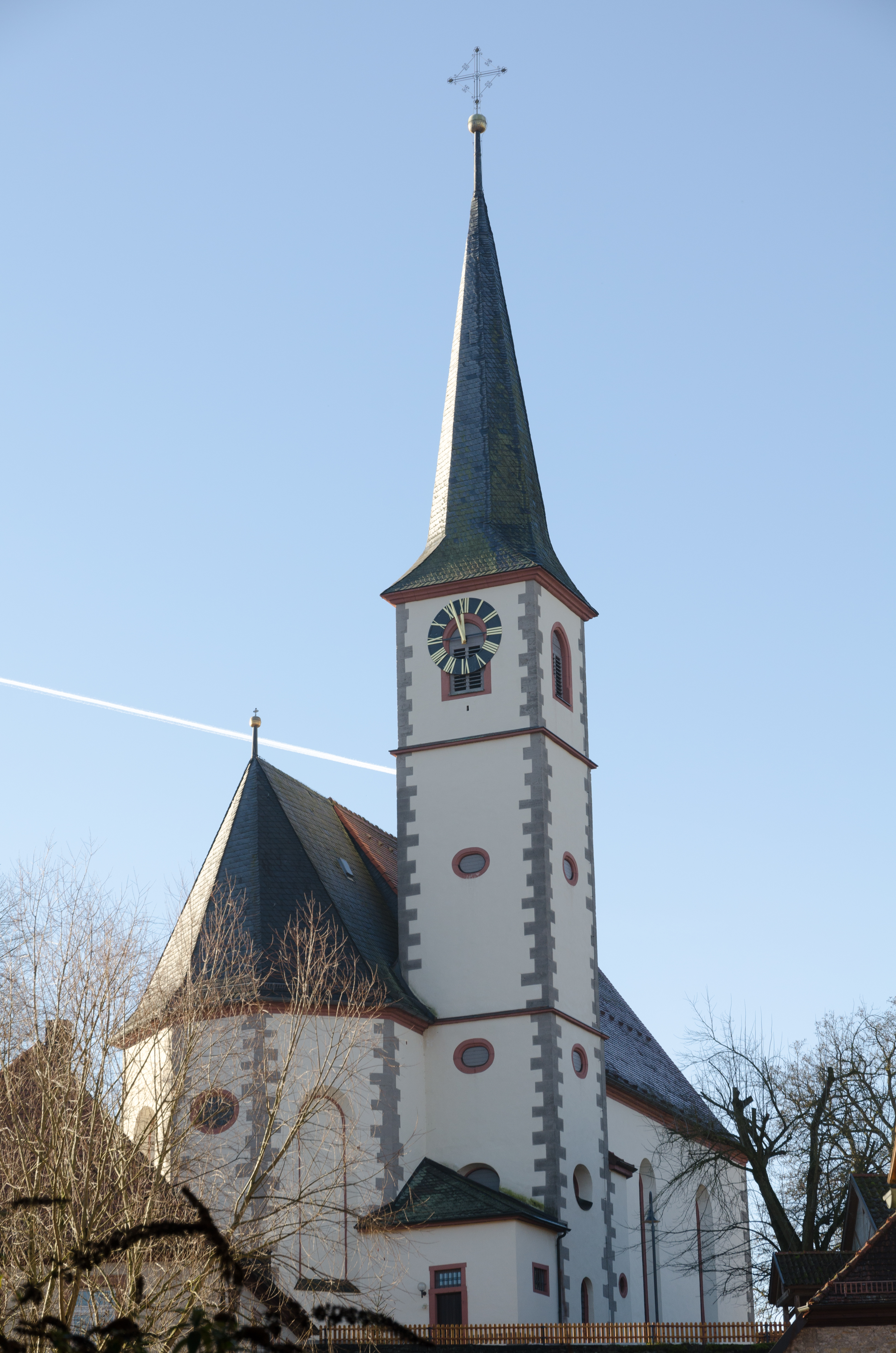
St. Bonifatius und St. Johannes
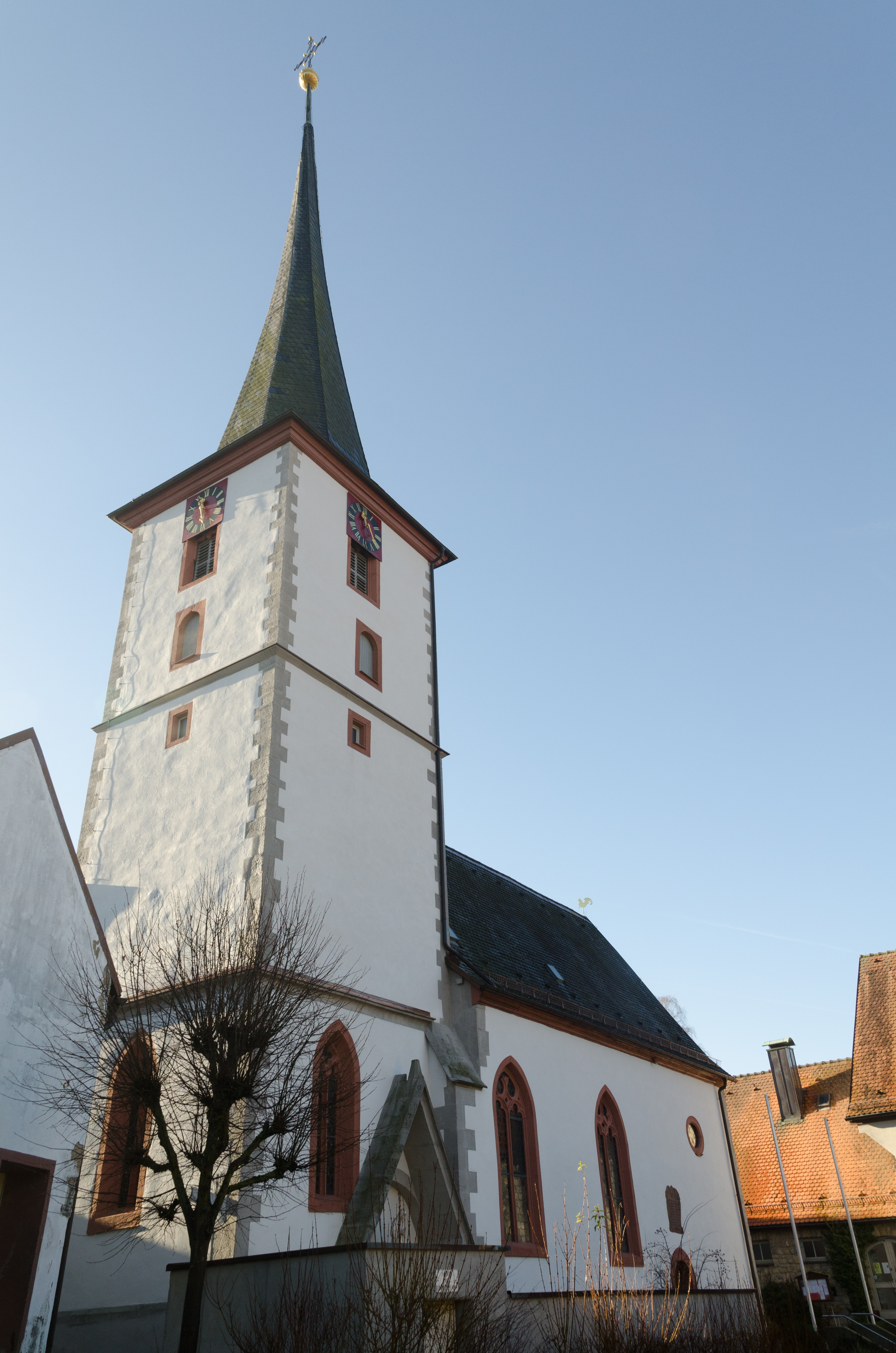
St. Nikolaus
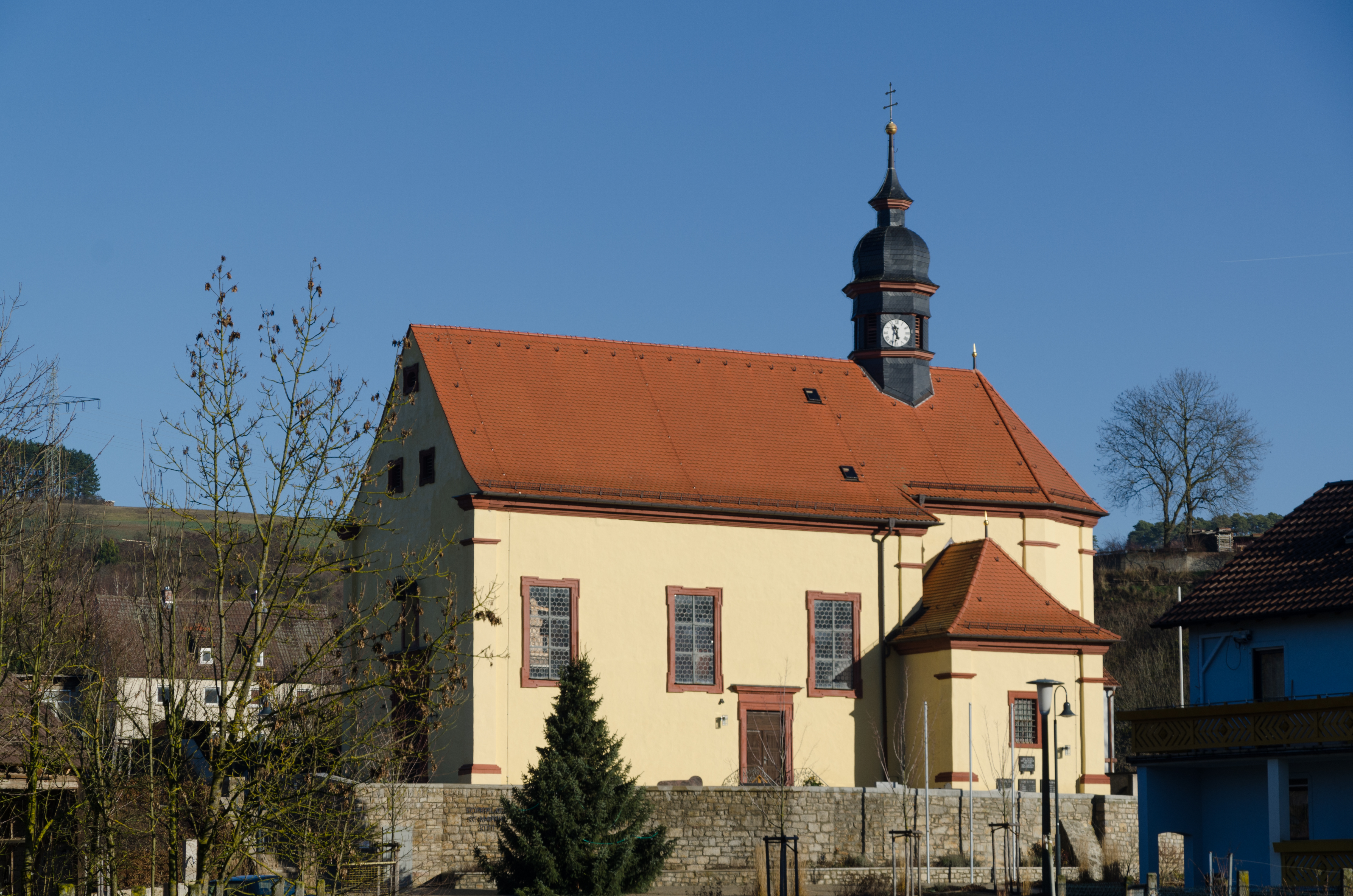
St. Martin
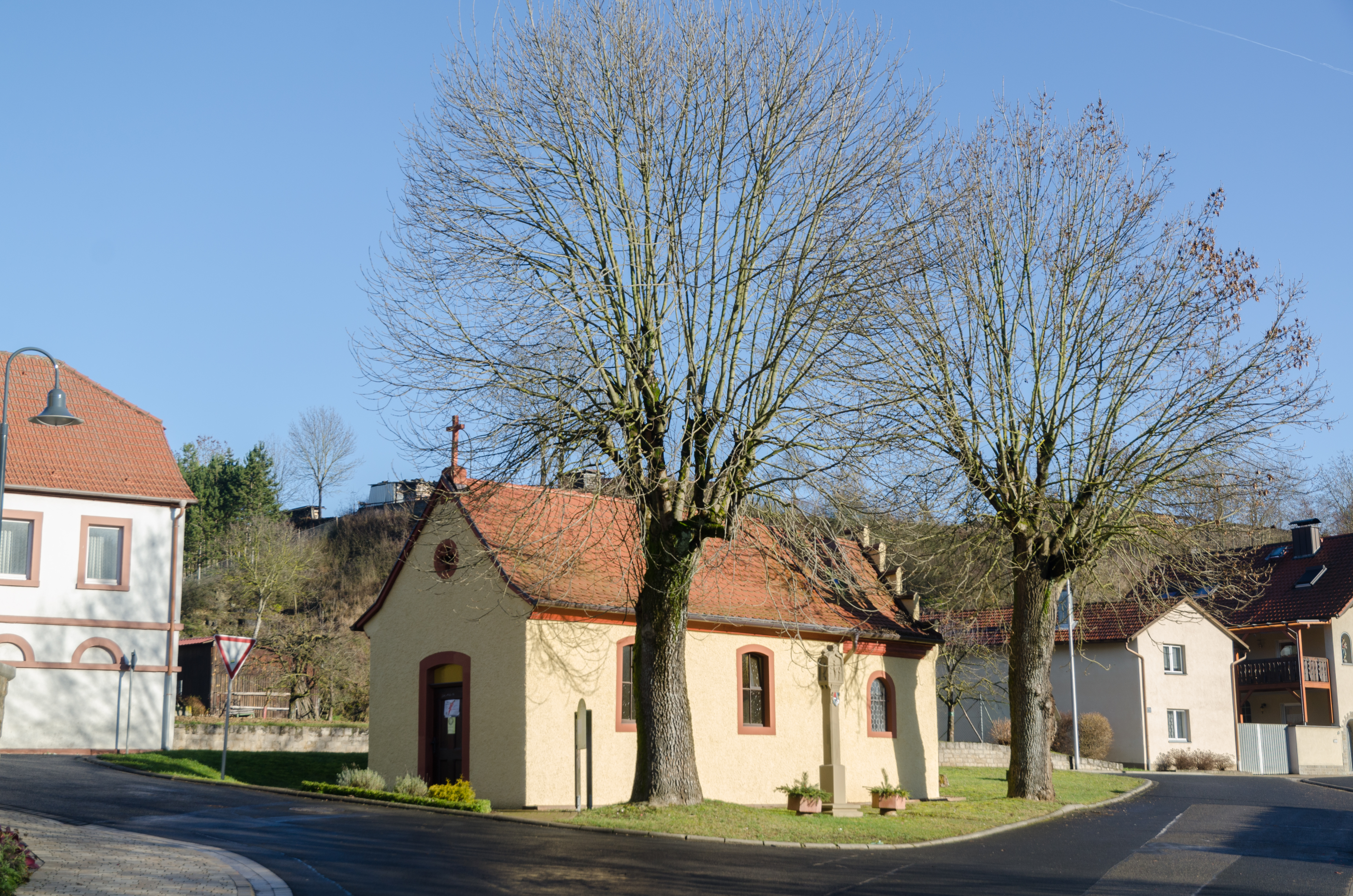
Vierzehn-Nothelfer-Kapelle
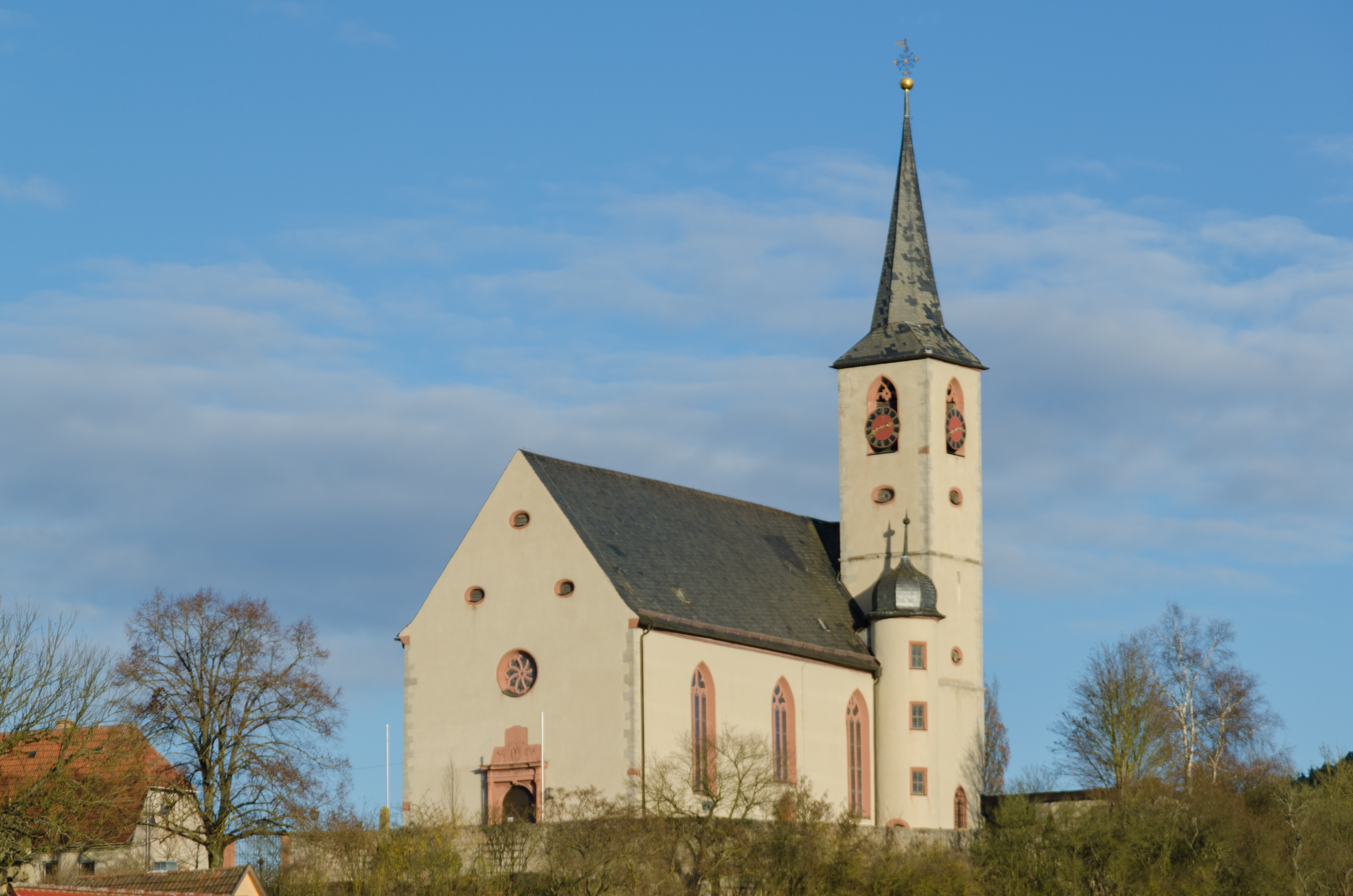
St. Marcellinus und St. Petrus
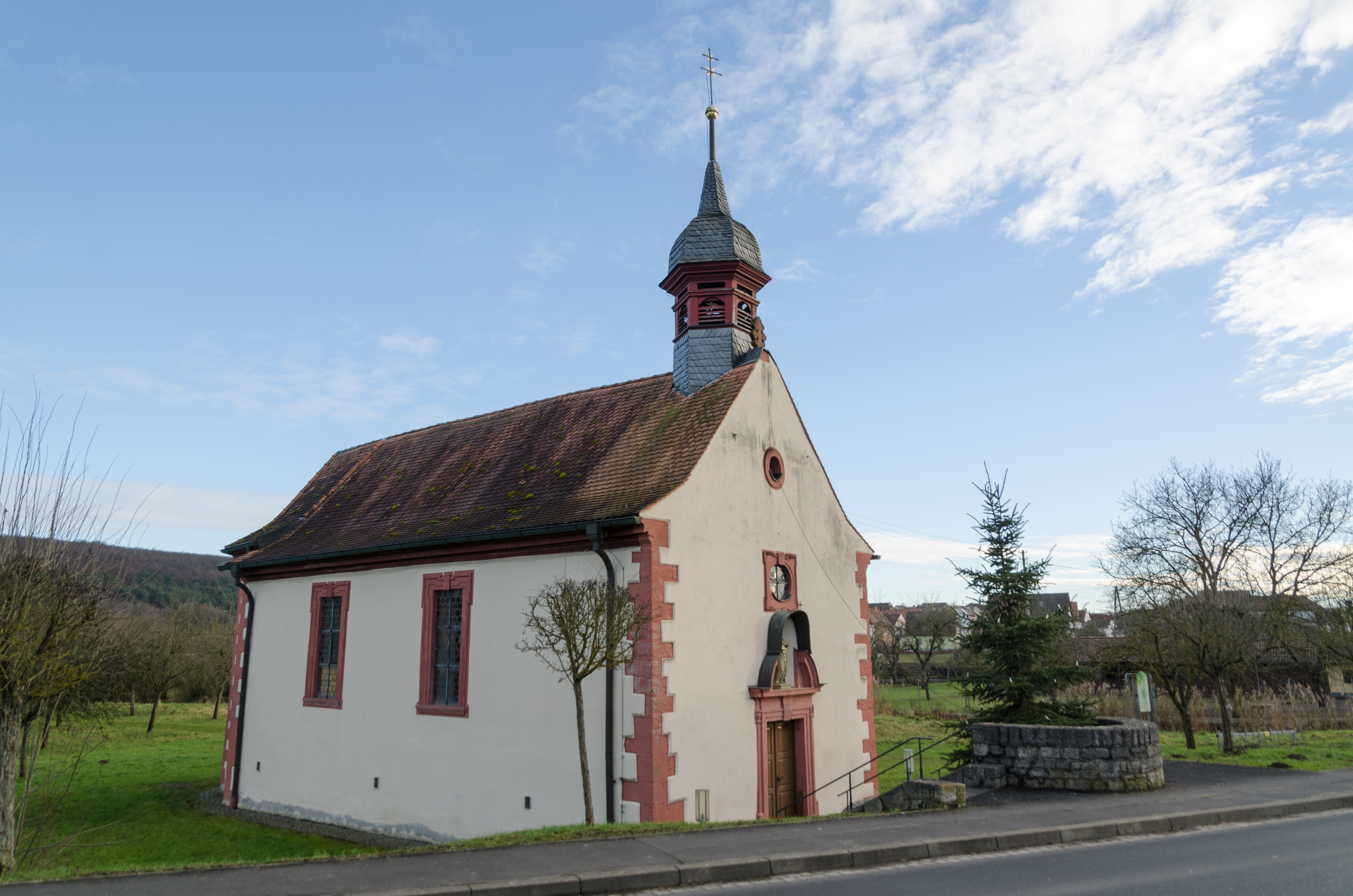
Kapelle St. Veit
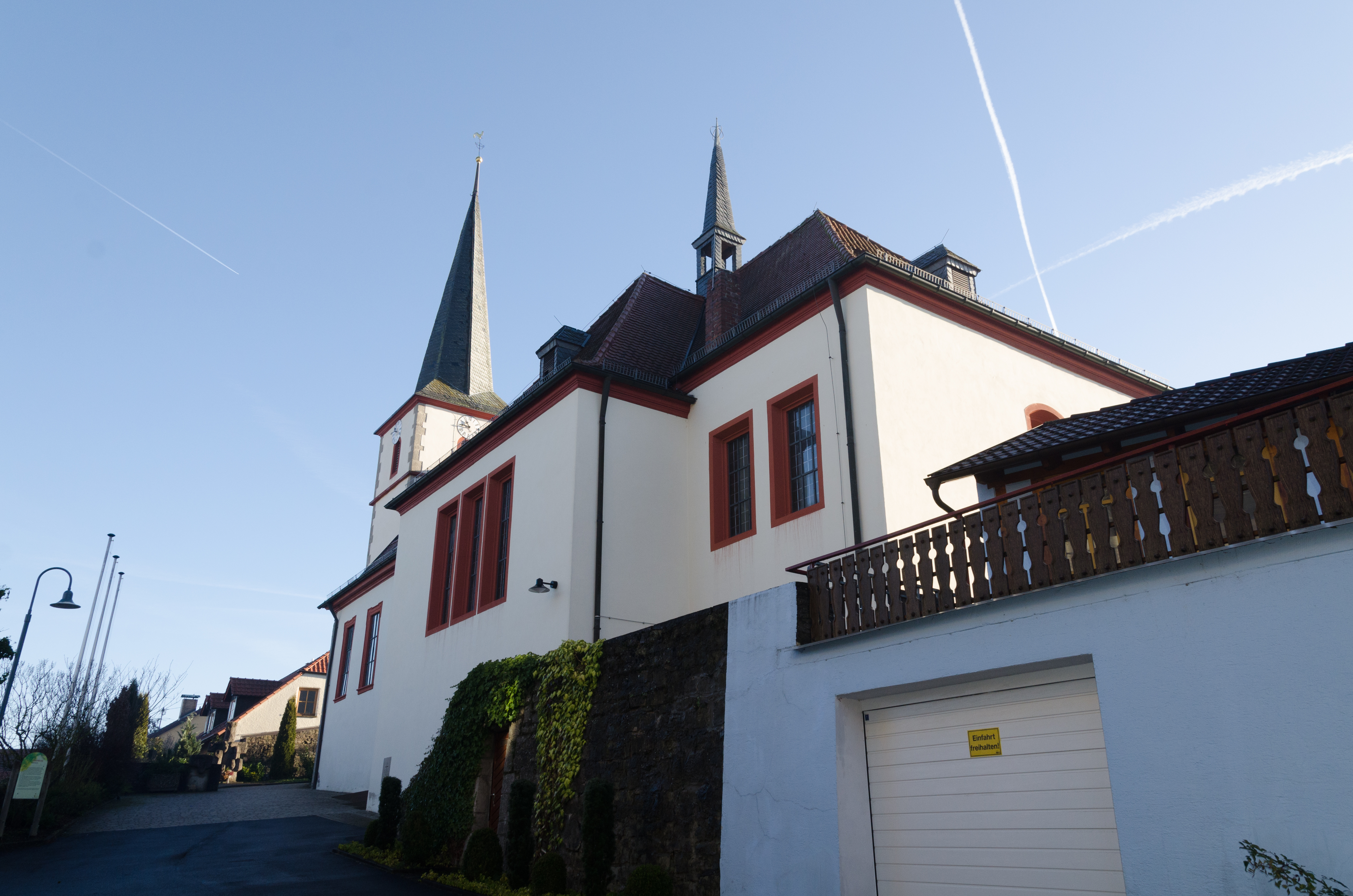
St. Andreas
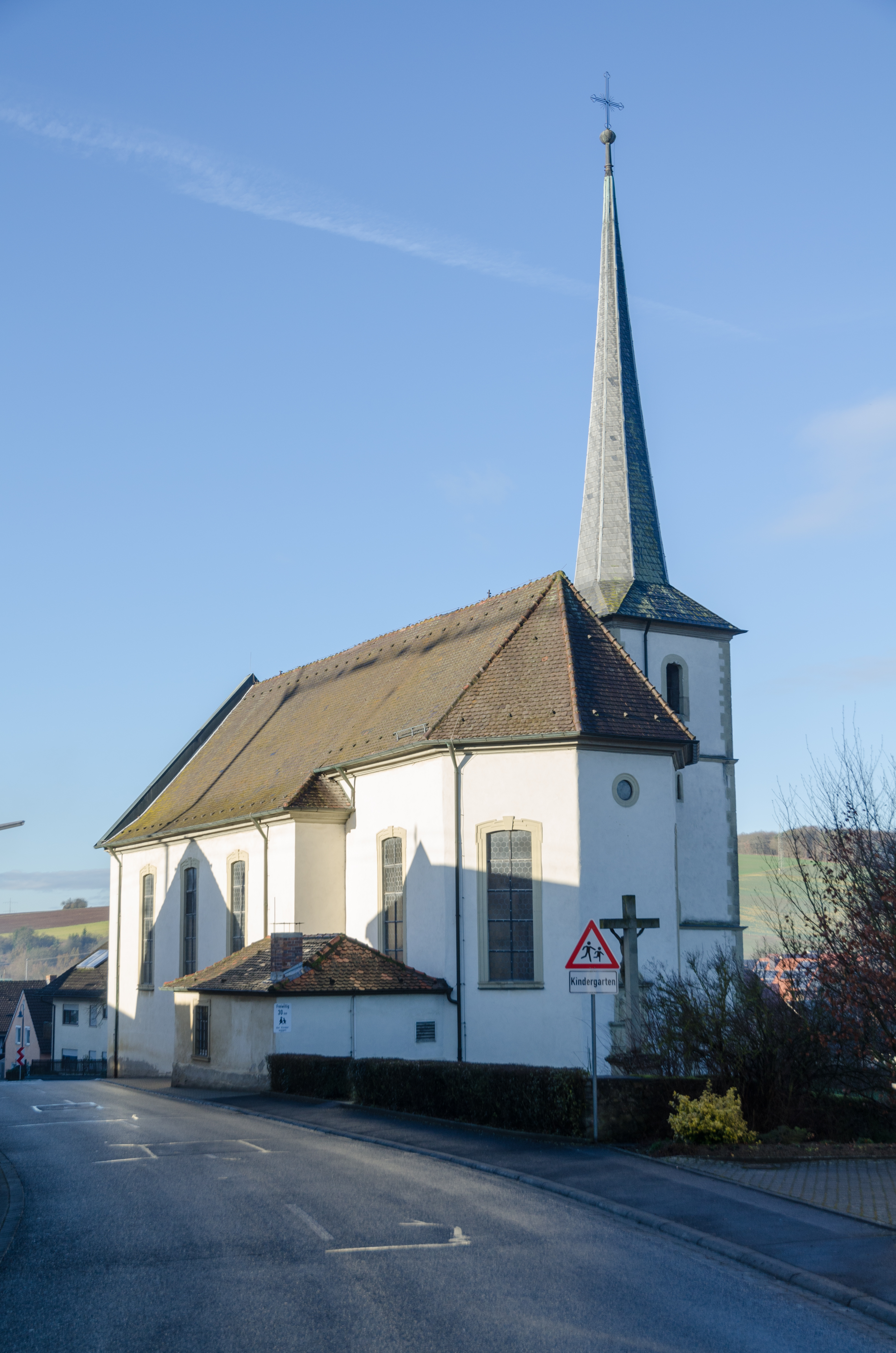
St. Petrus und Paulus

#### Pfarreiengemeinschaft Um Maria Sondheim (Arnstein)
- Pfarrei Mariä Himmelfahrt und St. Ägidius Altbessingen mit St. Michael Neubessingen
- Pfarrei Unsere Liebe Frau vom Rosenkranz Arnstein mit St. Margareta Heugrumbach
- Pfarrei St. Jakobus der Ältere Binsbach
- Pfarrei Maria Heimsuchung und St. Nikolaus Büchold
- Pfarrei St. Laurentius Gänheim
- Pfarrei St. Michael Schwebenried

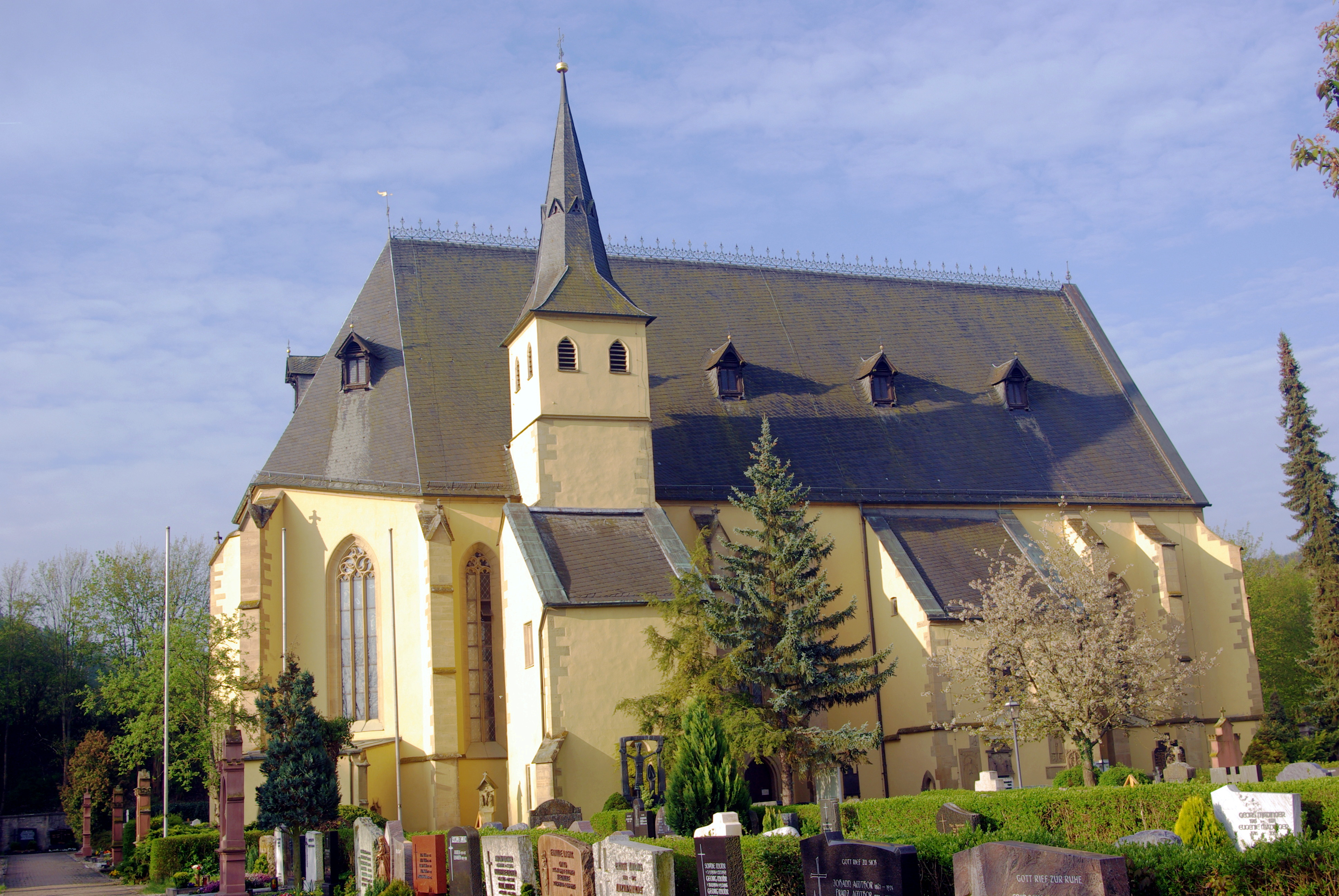
Maria Sondheim, Arnstein
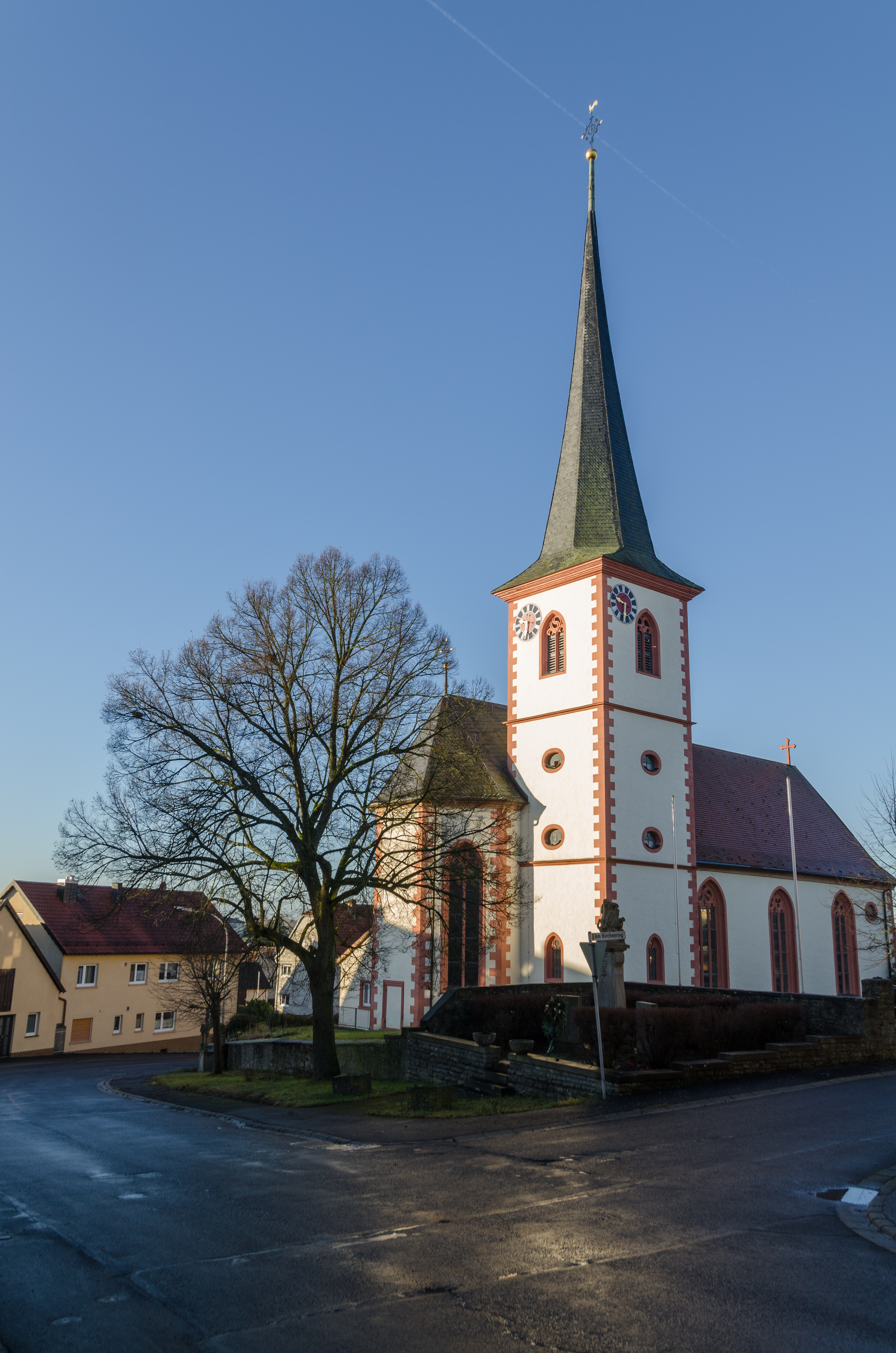
Mariä Himmelfahrt
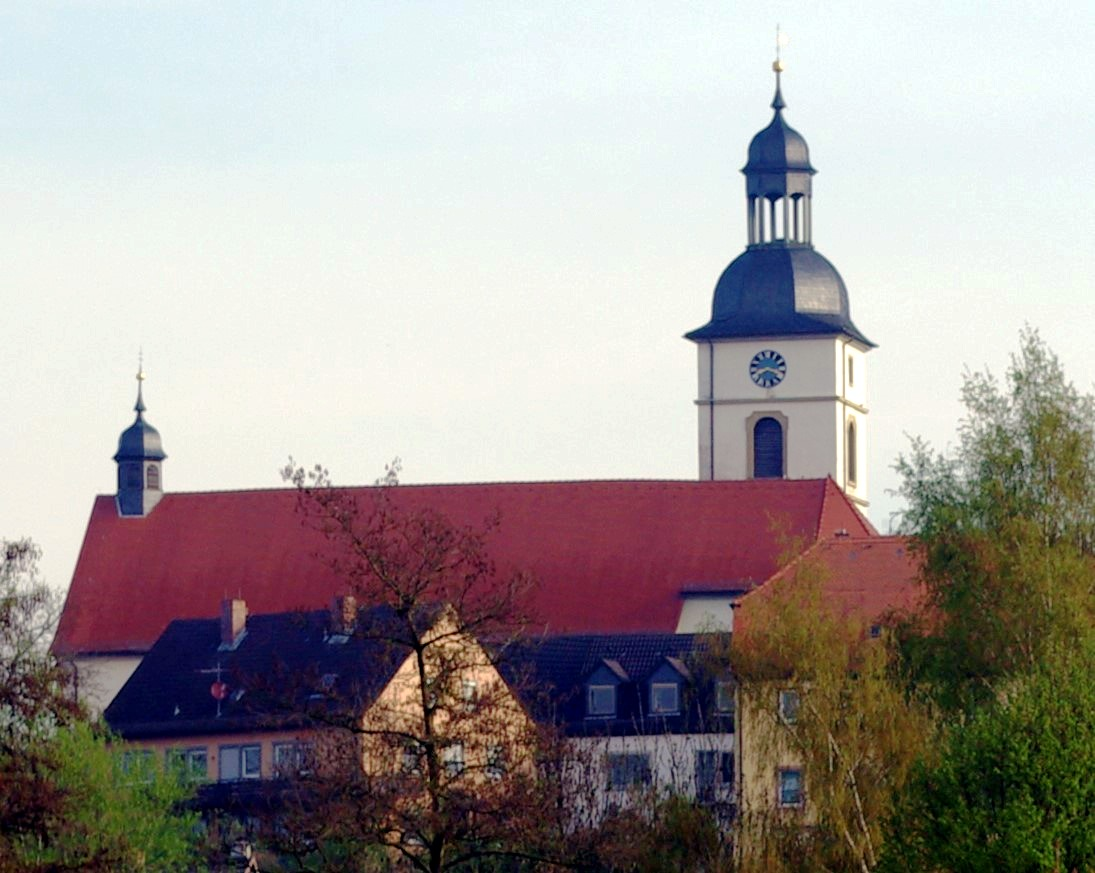
Stadtkirche Arnstein
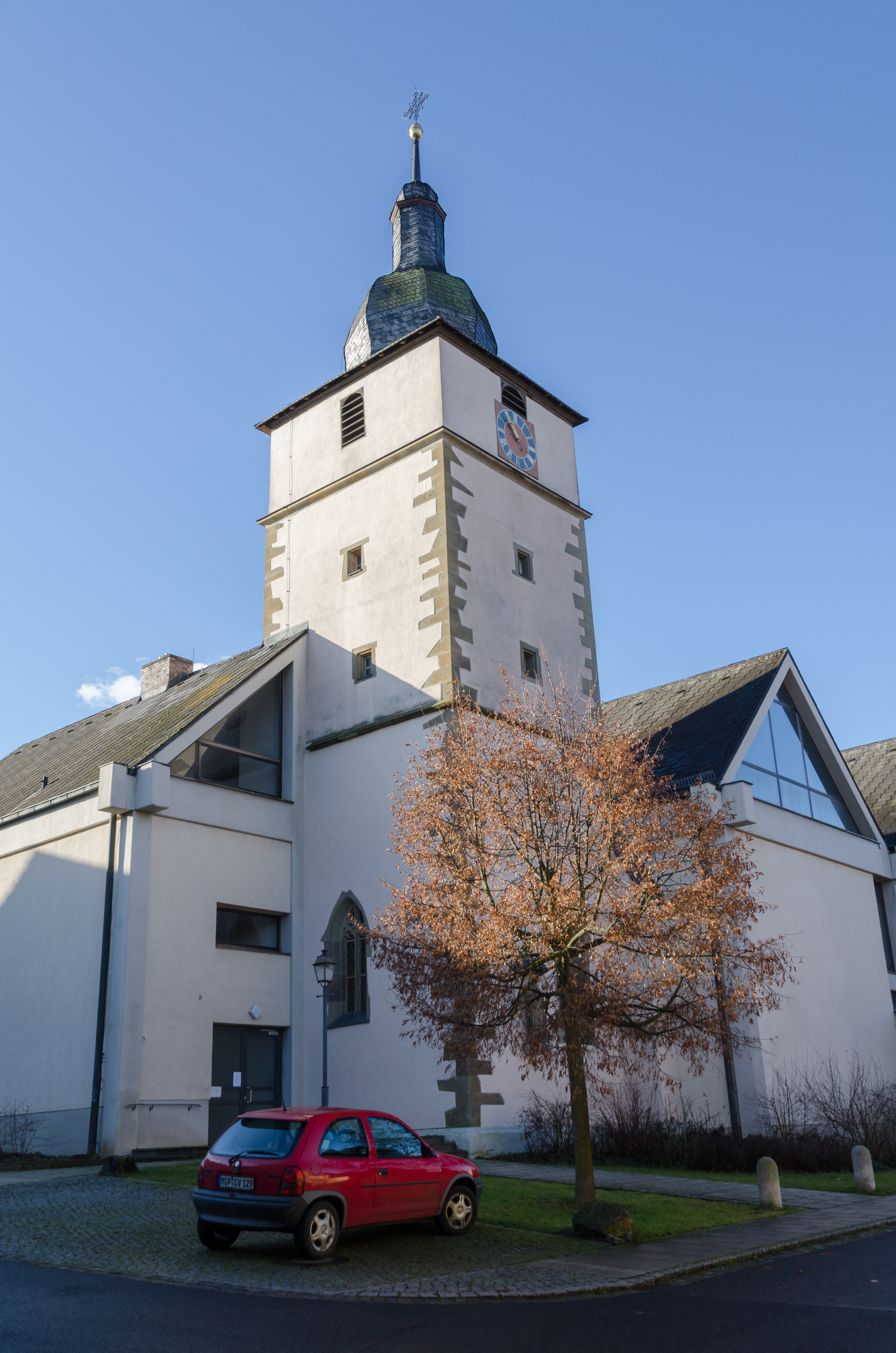
St. Laurentius

#### Pfarreiengemeinschaft St. Bonifatius – Werntal (Müdesheim)
- Pfarrei St. Laurentius und St. Nikolaus Binsfeld mit St. Sebastian Halsheim
- Pfarrei St. Michael Heßlar
- Pfarrei St. Markus und St. Ulrich Müdesheim mit St. Johannes der Täufer Reuchelheim
- Pfarrei St. Alban Stetten mit St. Ottilia Schönarts und St. Kilian Thüngen

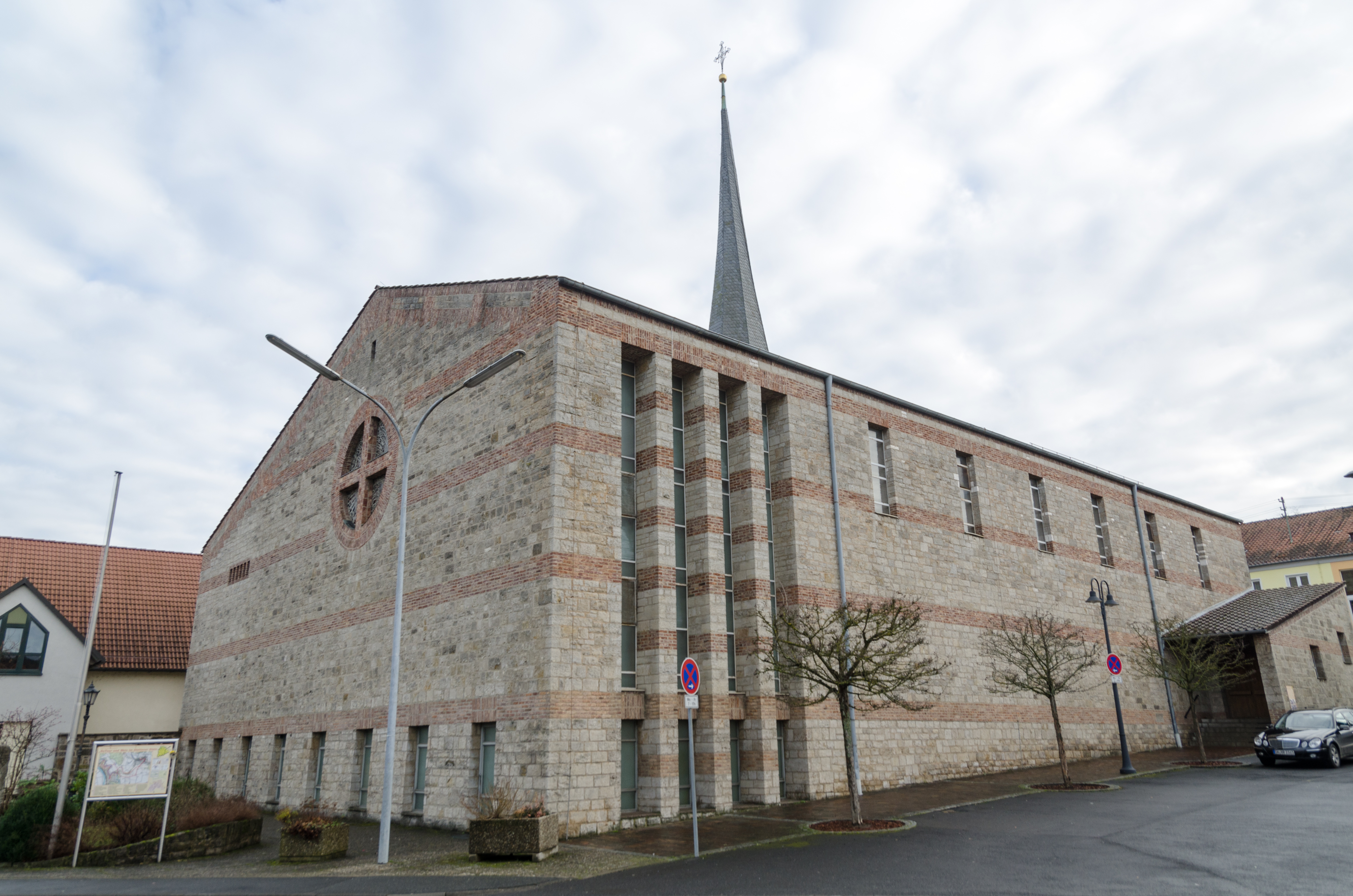
St. Alban, Stetten
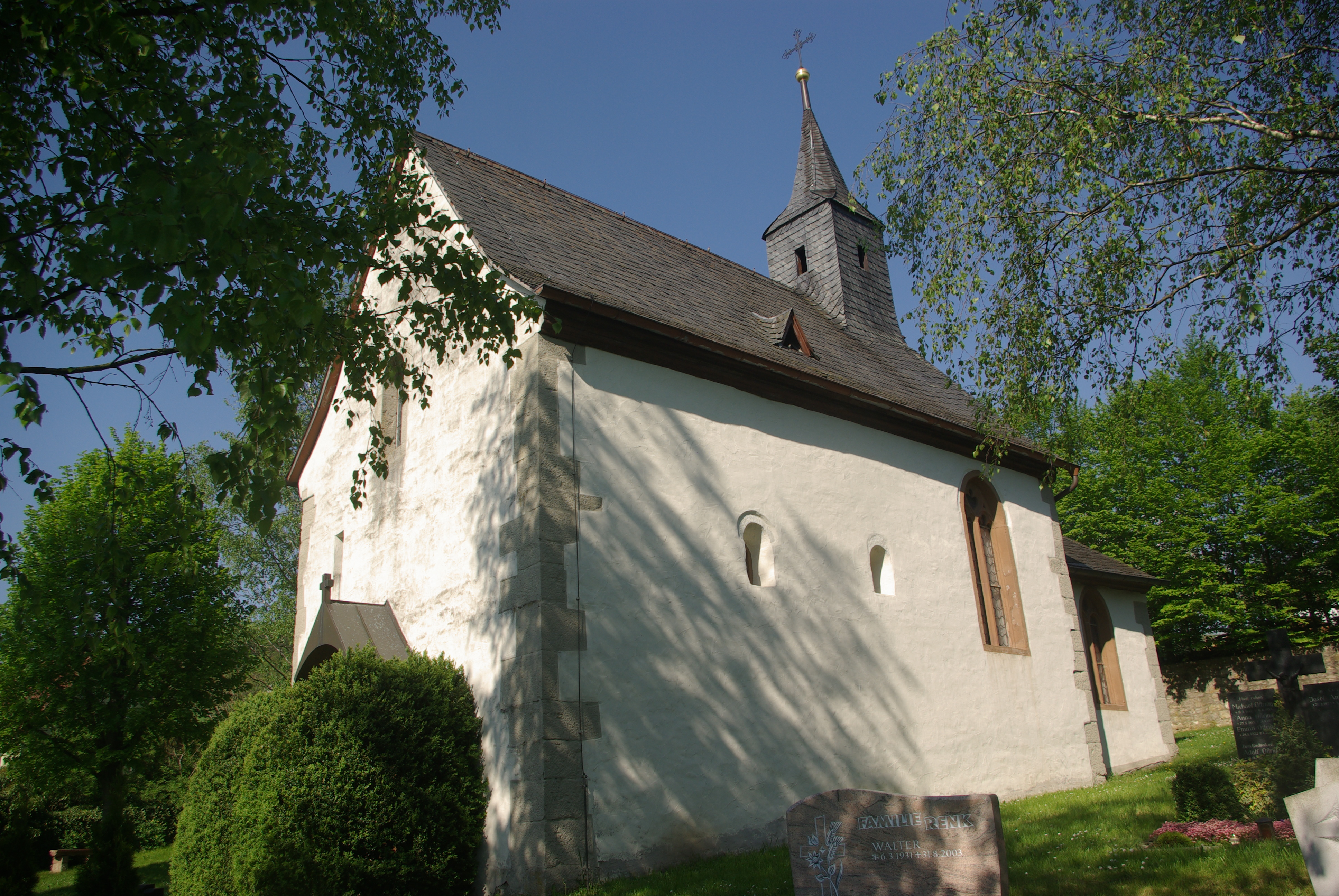
St. Ottilia, Schönarts
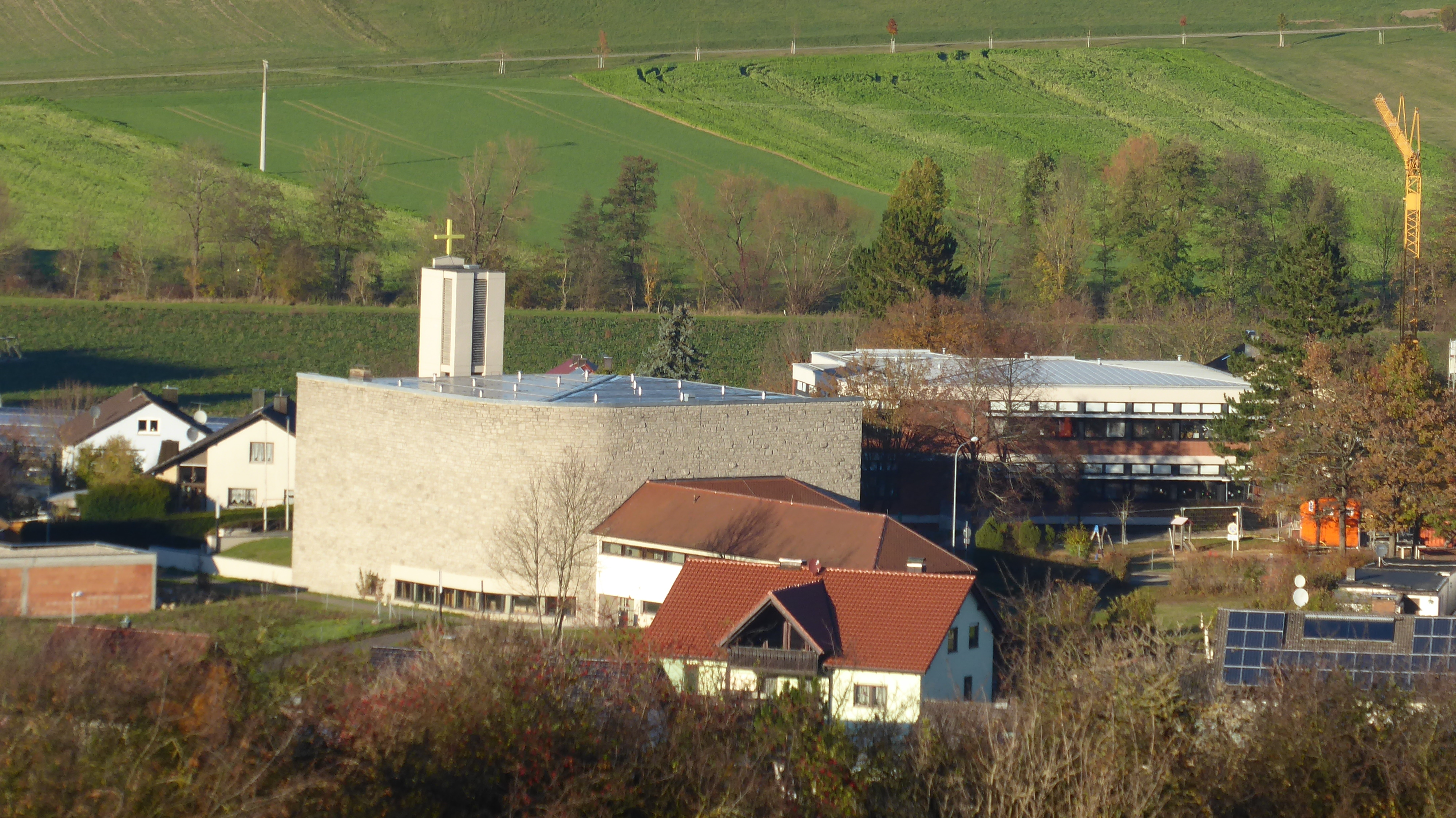
St. Kilian, Thüngen
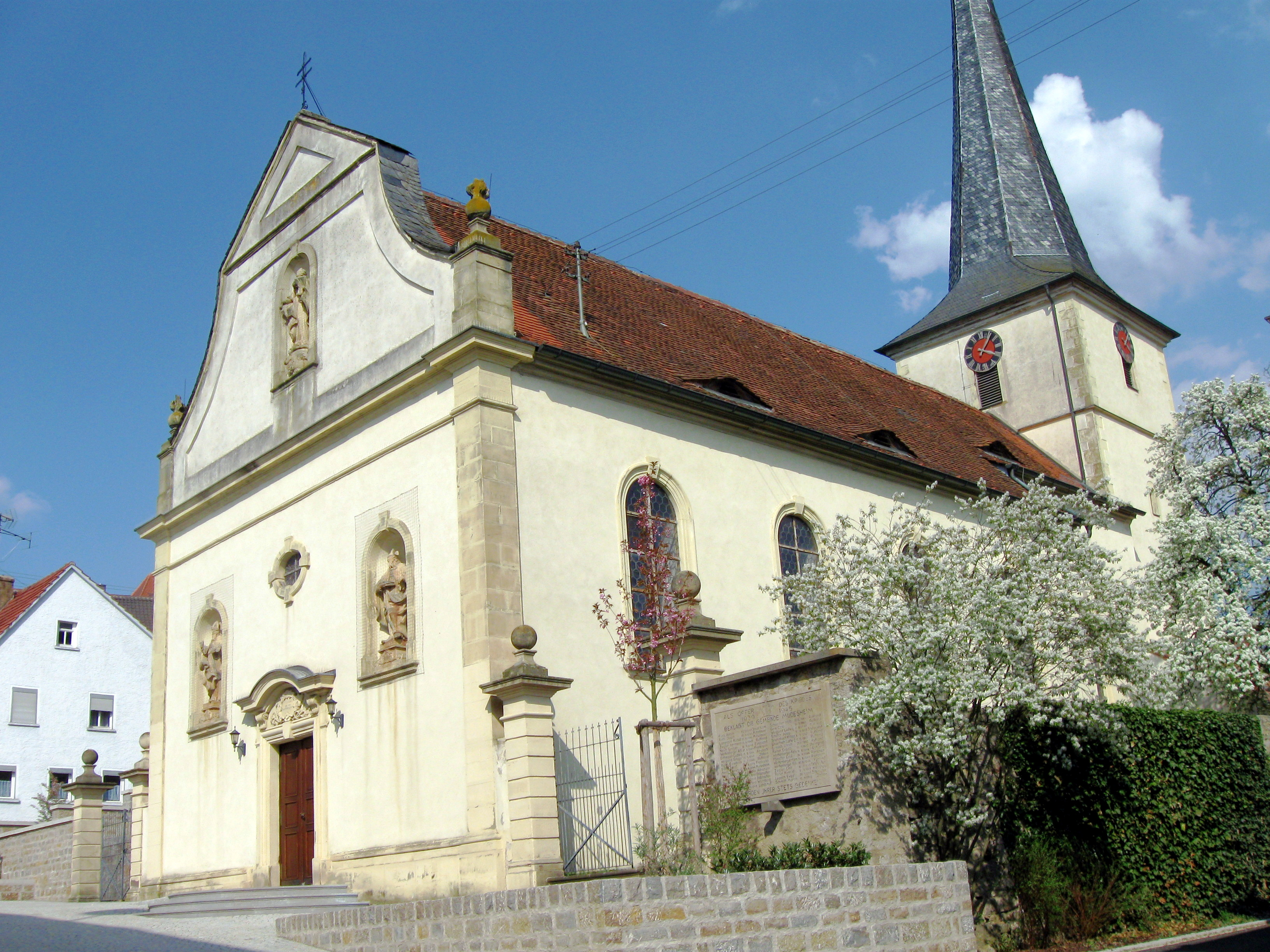
St. Markus und St. Ulrich, Müdesheim
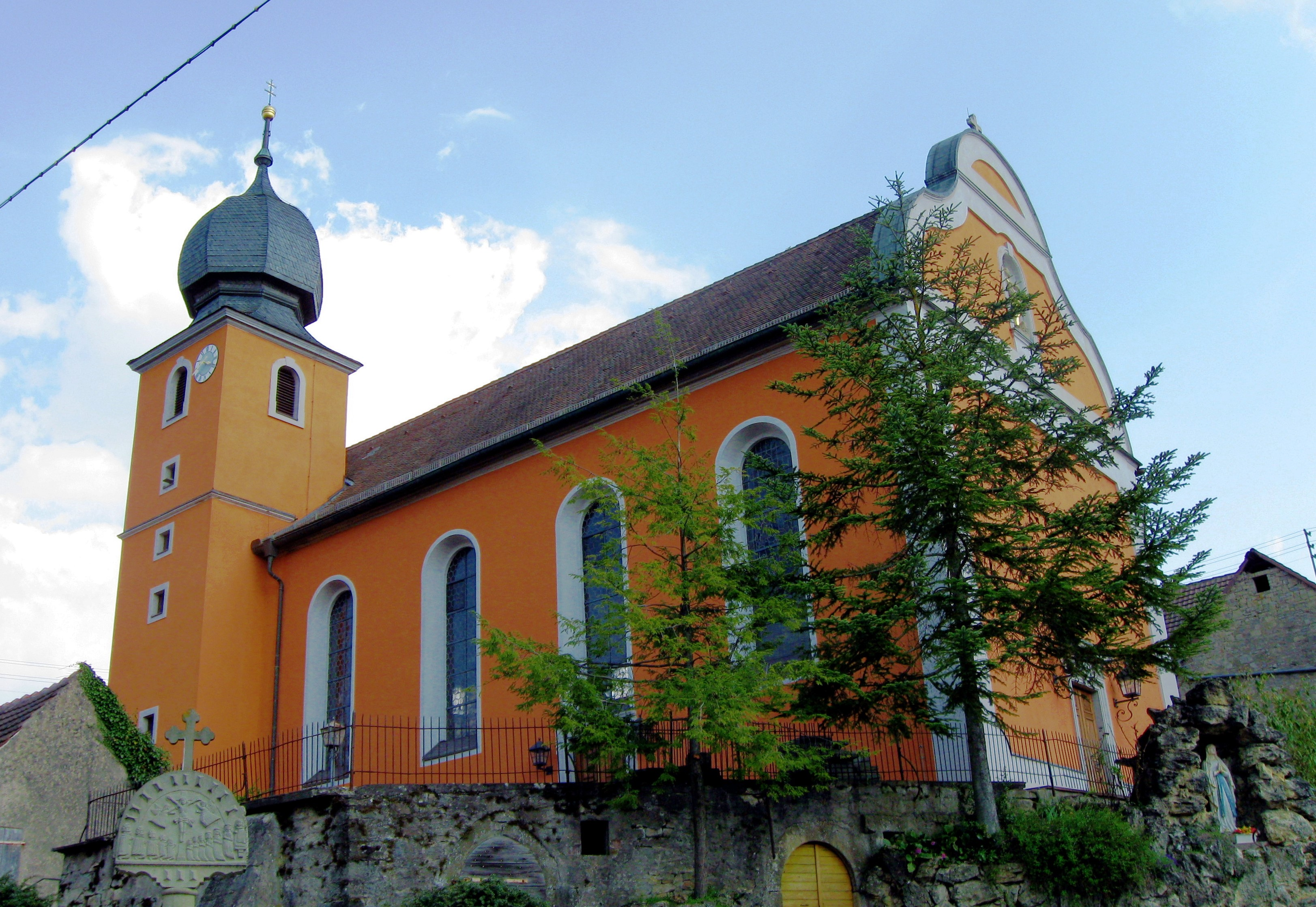
St. Johannes der Täufer, Reuchelheim
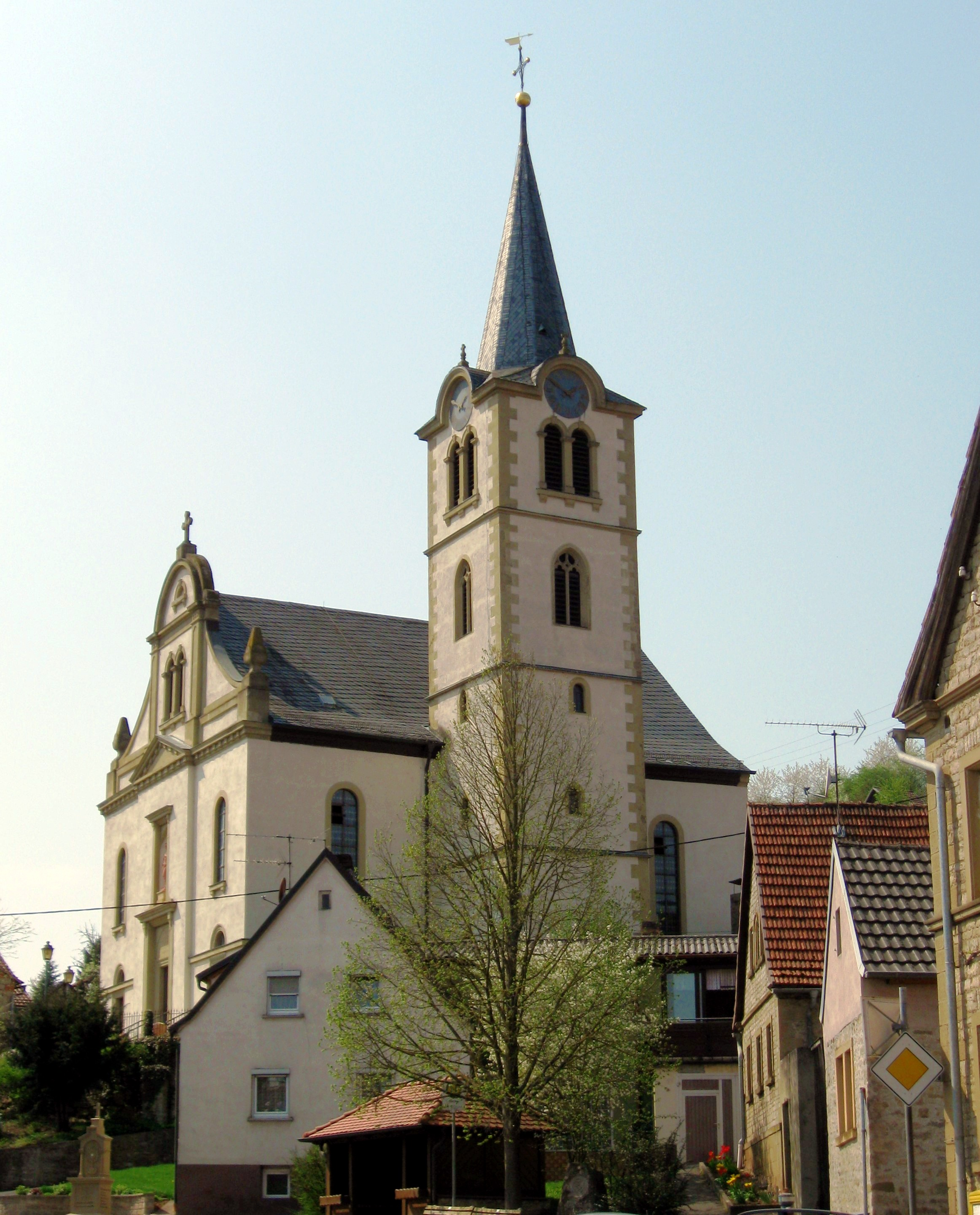
St. Sebastian, Halsheim
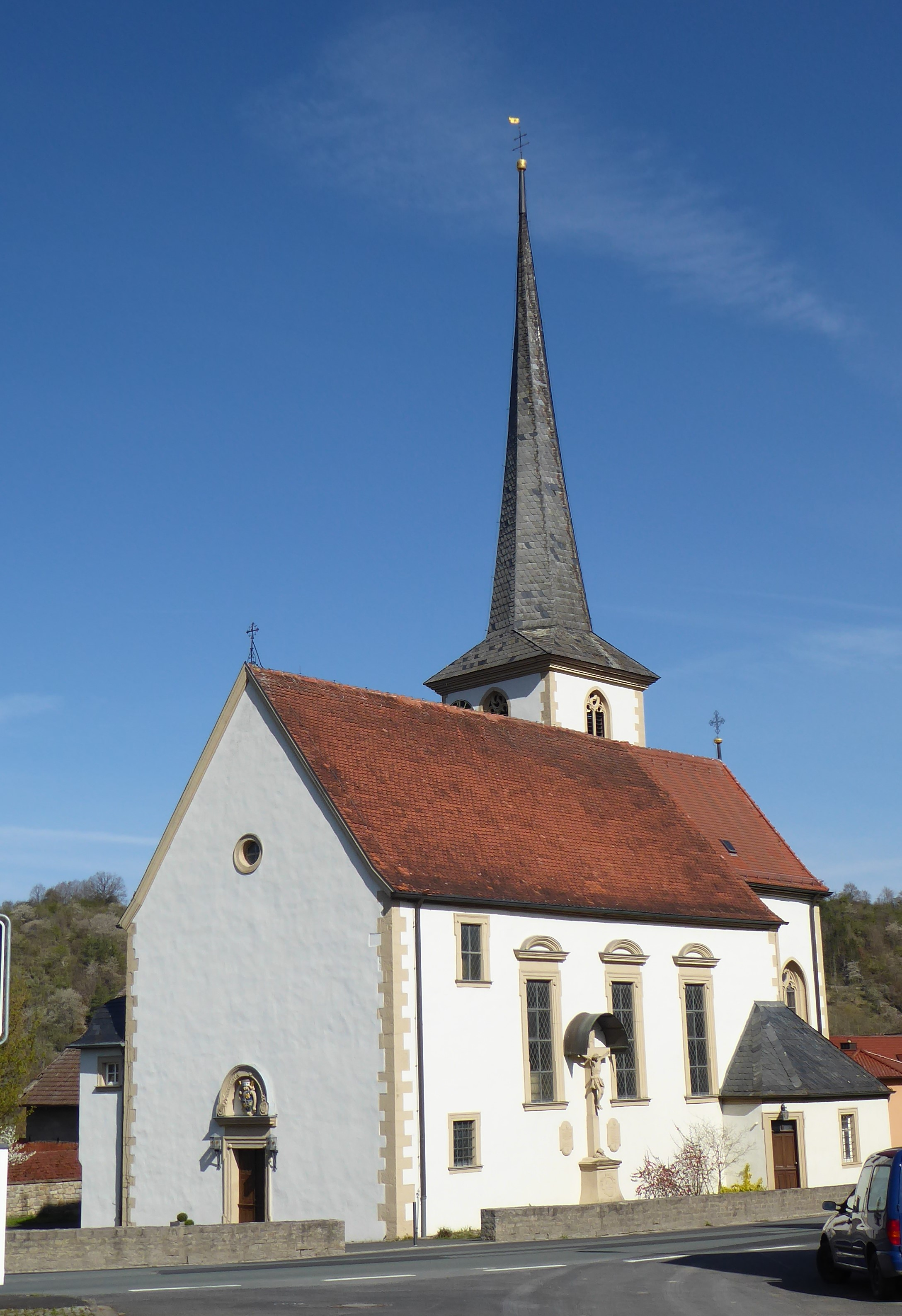
St. Nikolaus, Binsfeld
St. Michael, Heßlar

#### Pfarreiengemeinschaft Retztal (Retzbach)
- Pfarrei St. Laurentius Retzbach mit Wallfahrtskirche Maria im Grünen Tal
- Pfarrei St. Andreas Retzstadt, Kreuzkapelle

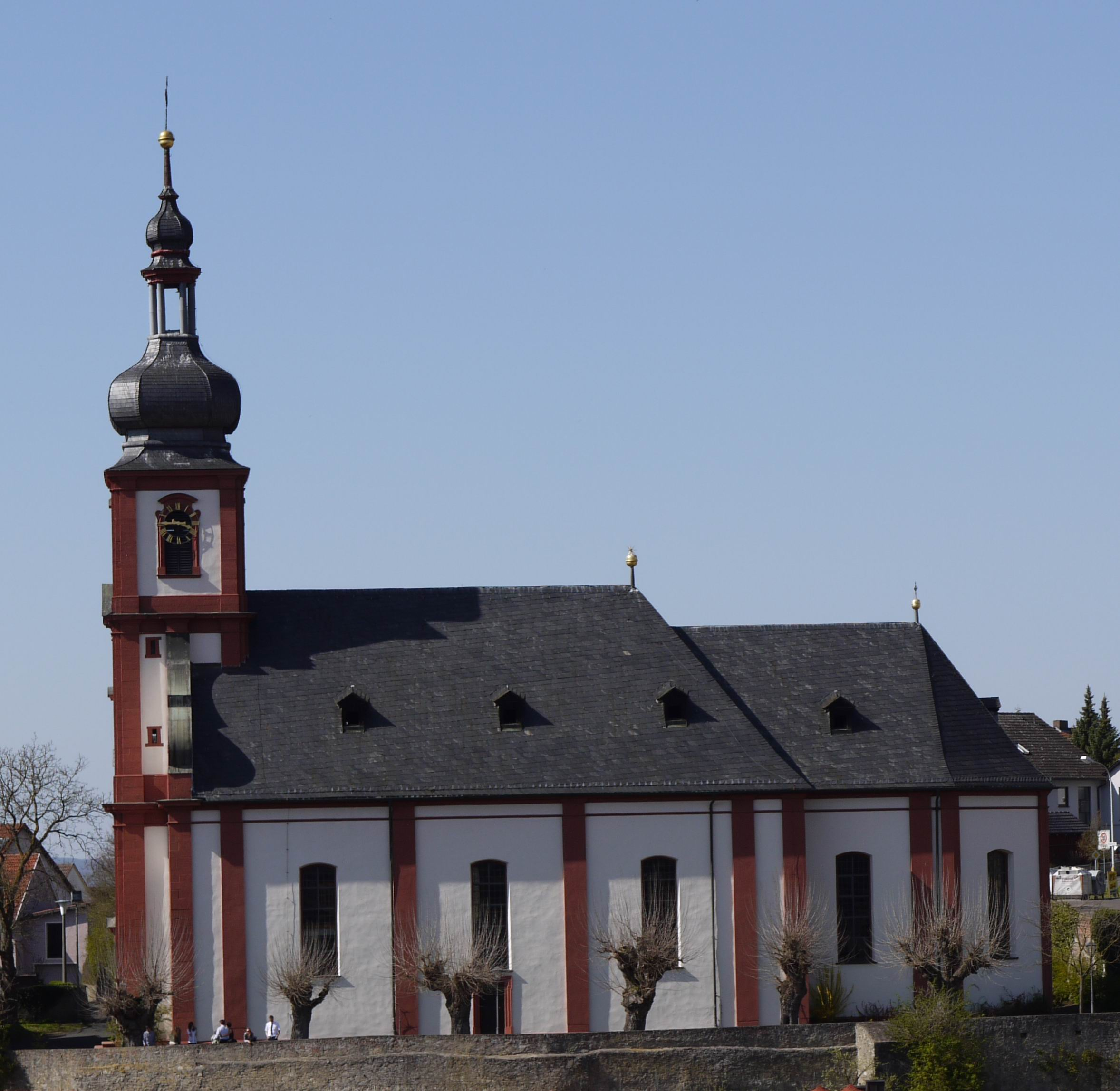
St. Laurentius
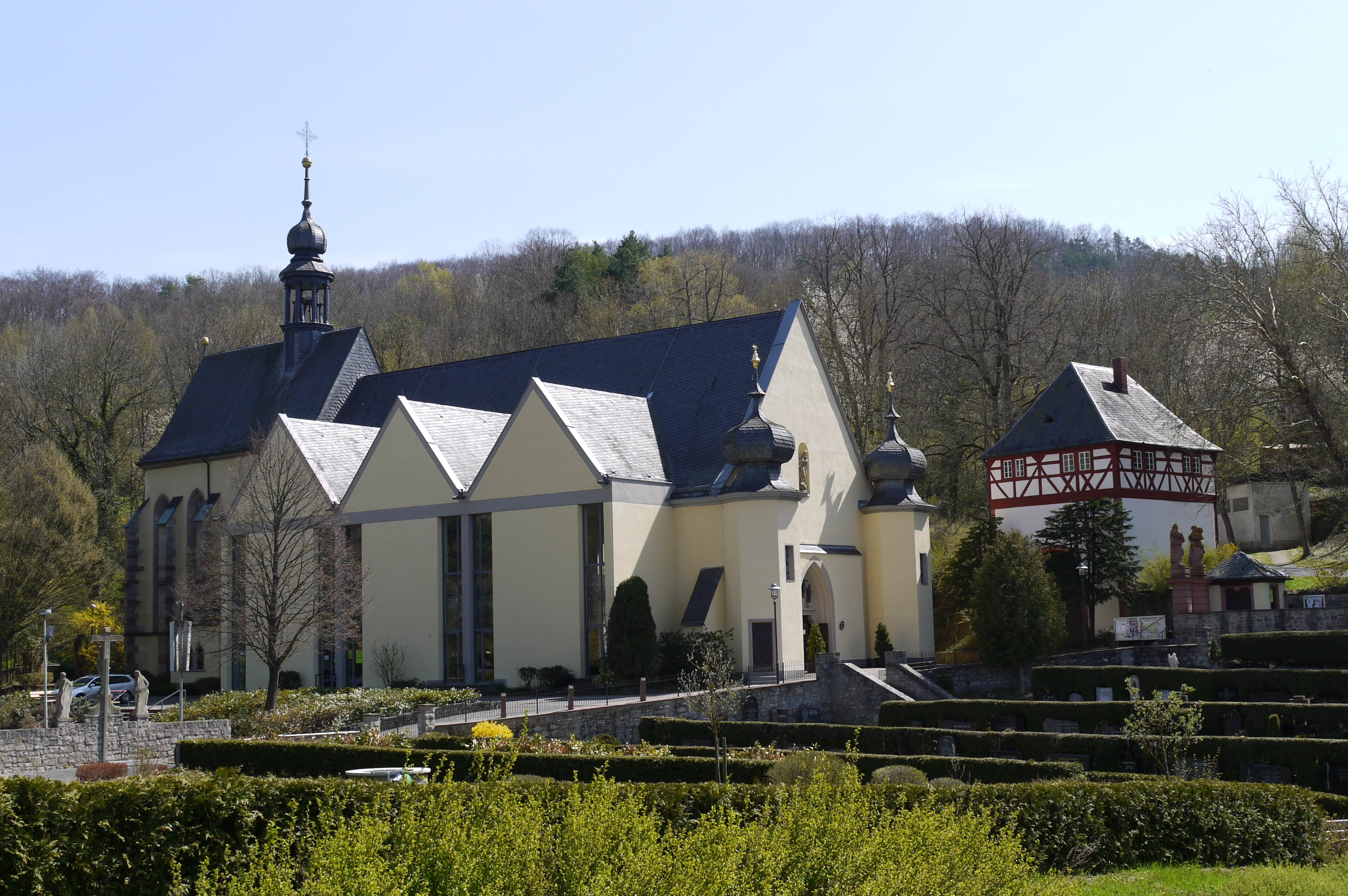
Maria im Grünen Tal
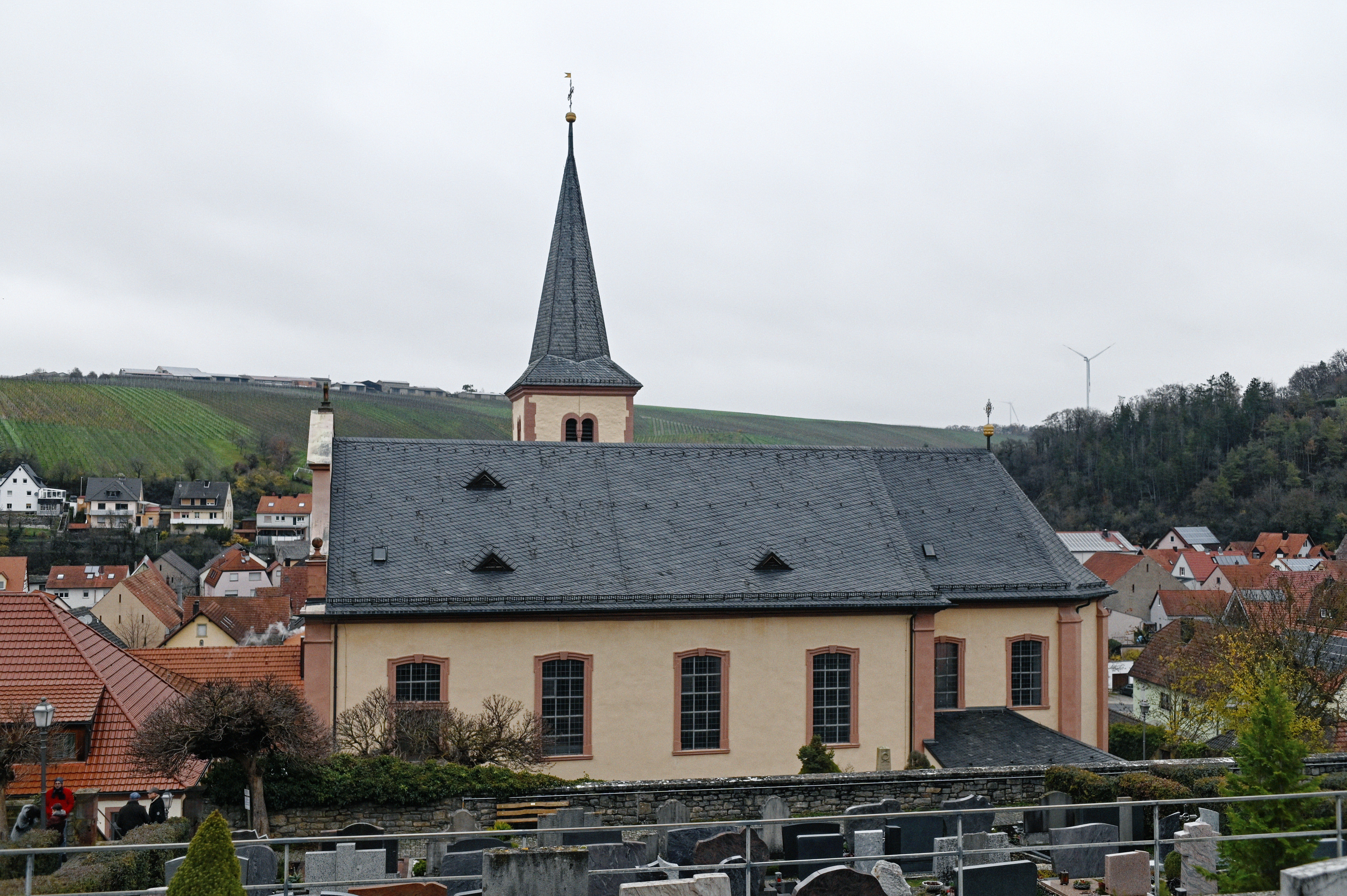
St. Andreas

#### Pfarreiengemeinschaft der Frankenapostel (Zellingen)
- Pfarrei St. Jakobus der Ältere Himmelstadt, Weinbergskapelle Maria an der Kelter
- Pfarrei St. Georg Zellingen, Maria-Hilf-Kapelle mit St. Margareta Duttenbrunn

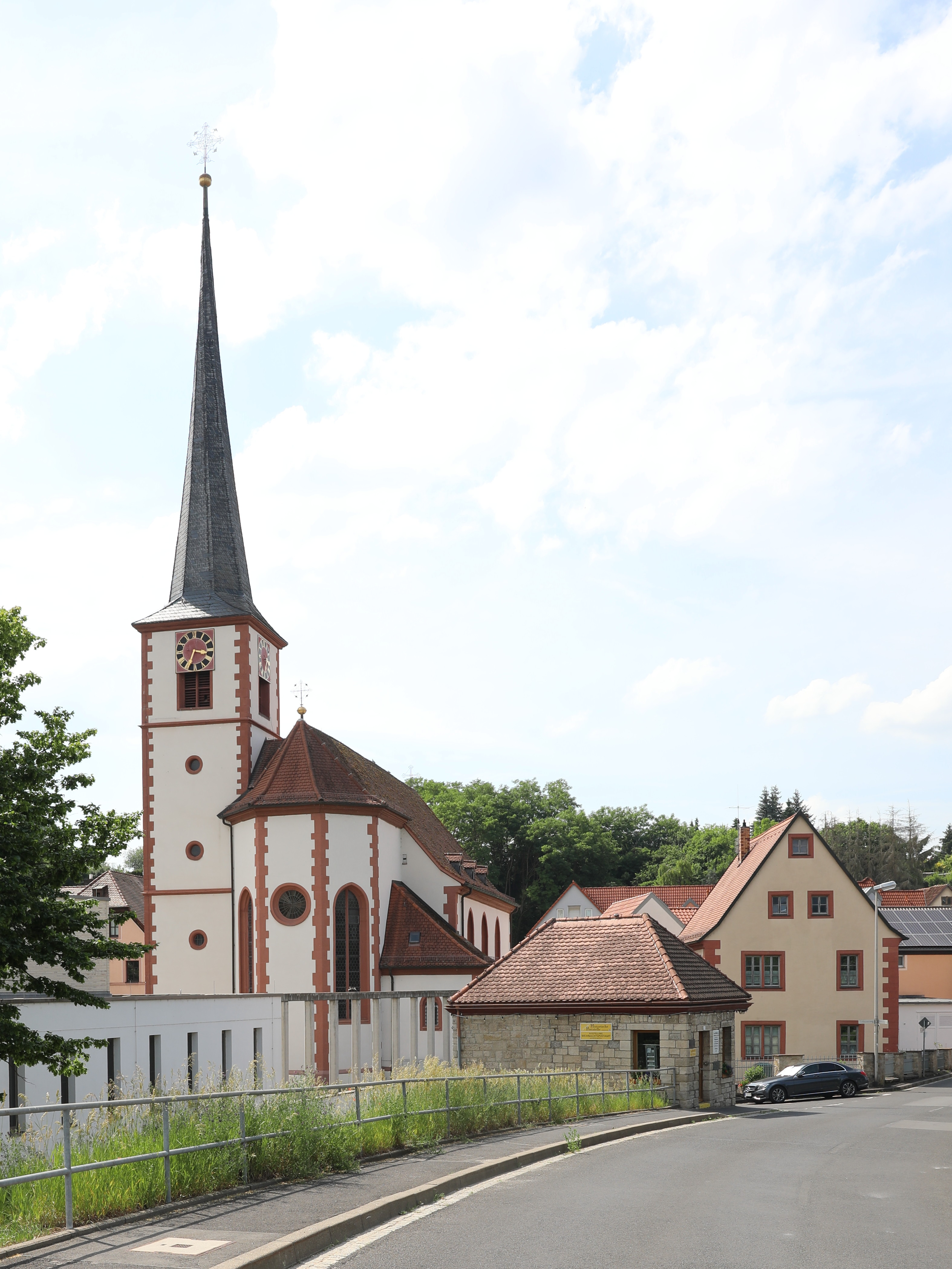
St. Jakobus
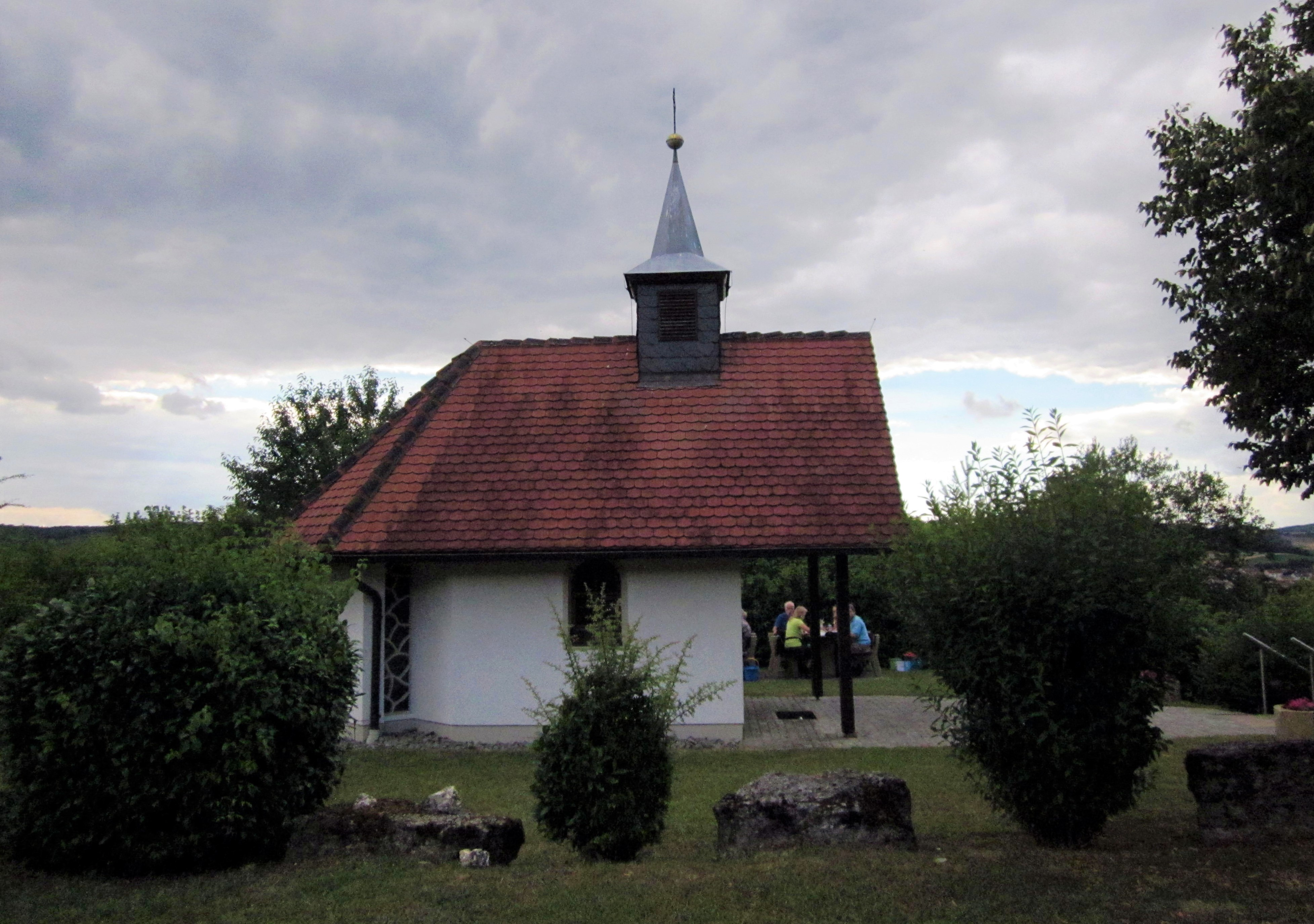
Maria an der Kelter
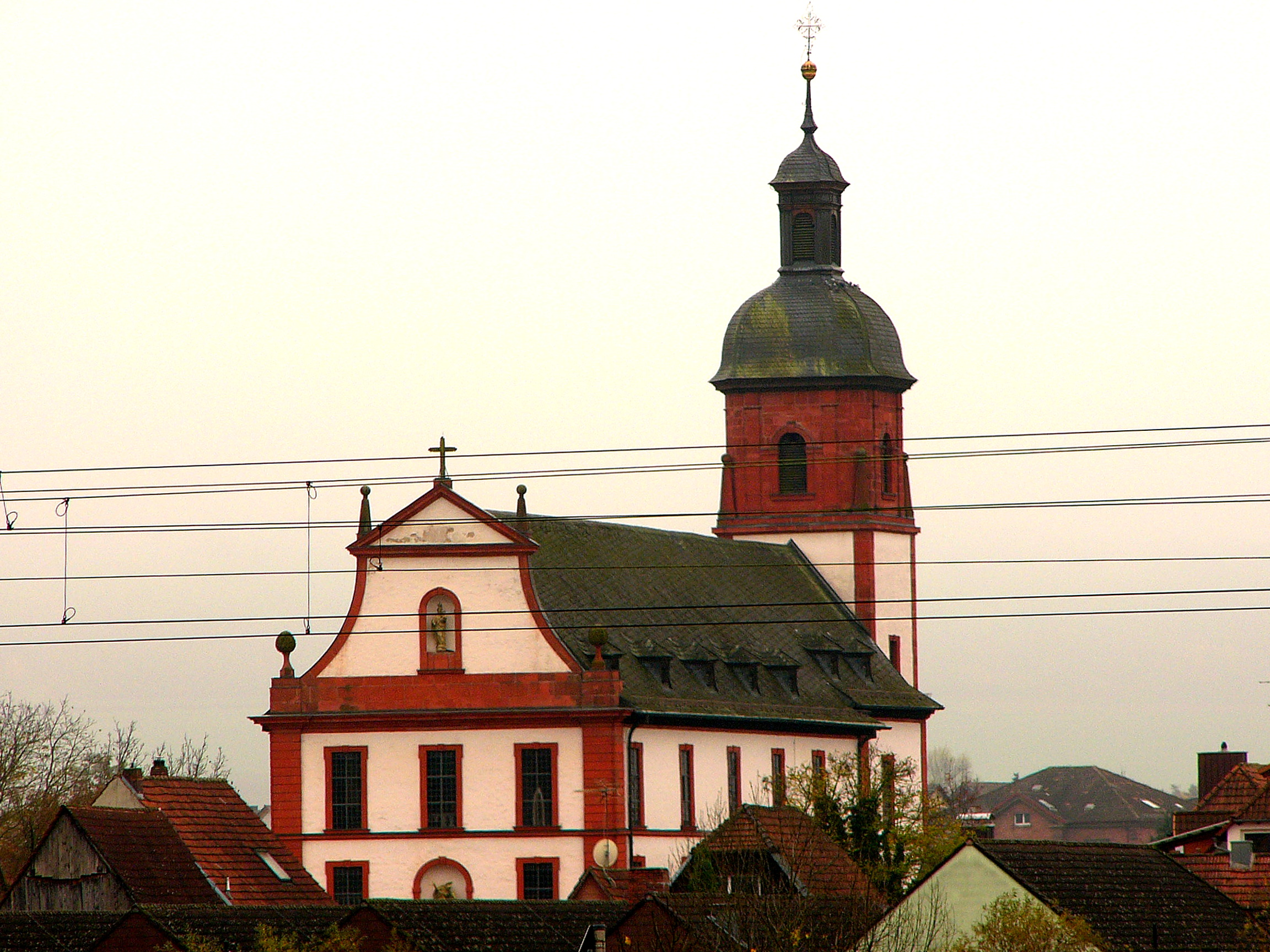
St. Georg
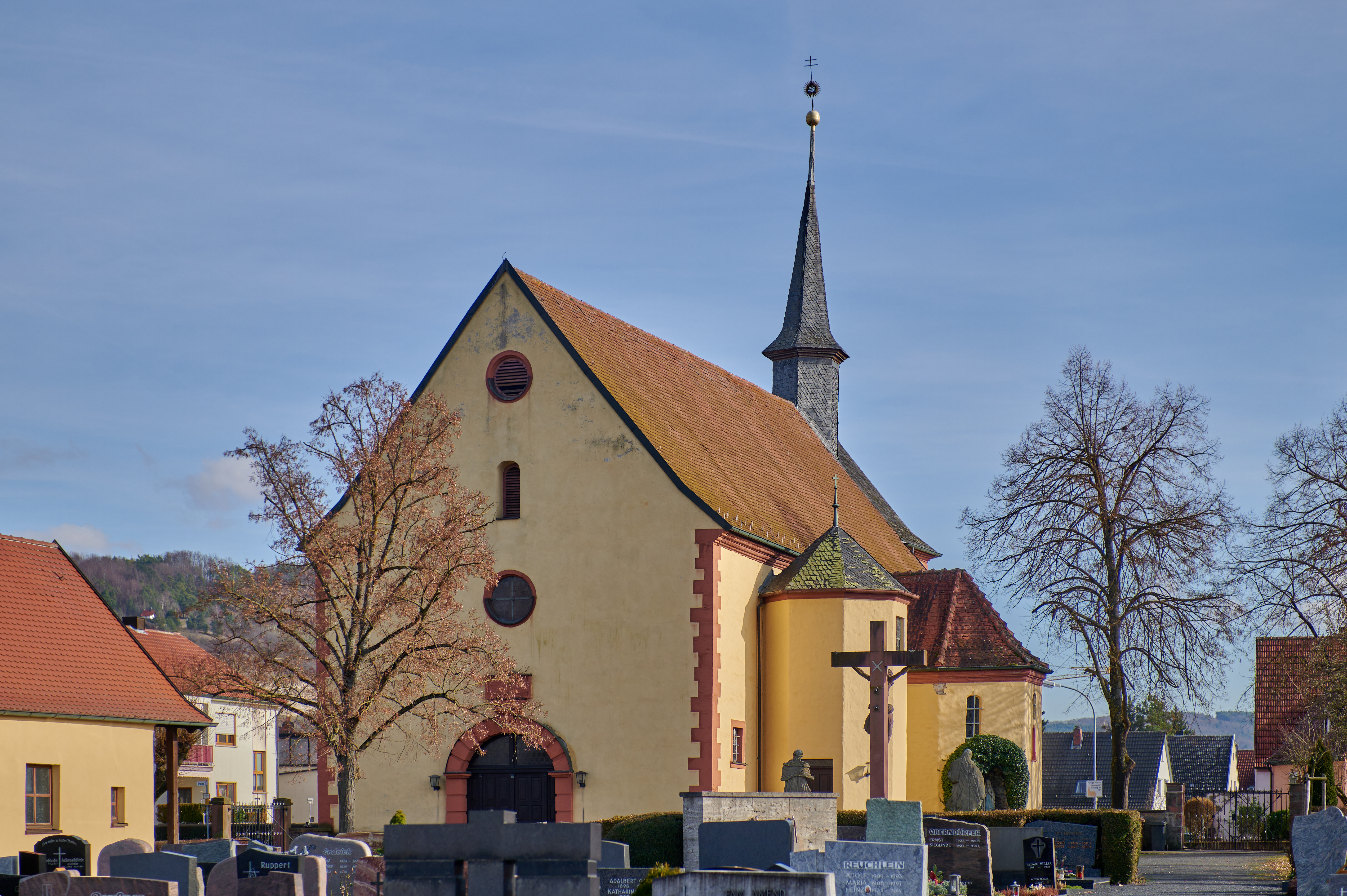
Maria-Hilf-Kapelle

#### Pfarreiengemeinschaft St. Georg (Karlstadt)
- Pfarrei St. Bartholomäus, Gambach
- Pfarrei St. Andreas, Spitalkirche (beide Karlstadt)
- Pfarrei Zur Heiligen Familie, Karlstadt
- Pfarrei St. Ägidius, Laudenbach
- Pfarrei Vierzehn Nothelfer, Mühlbach
- Pfarrei Mariä Himmelfahrt, Stadelhofen

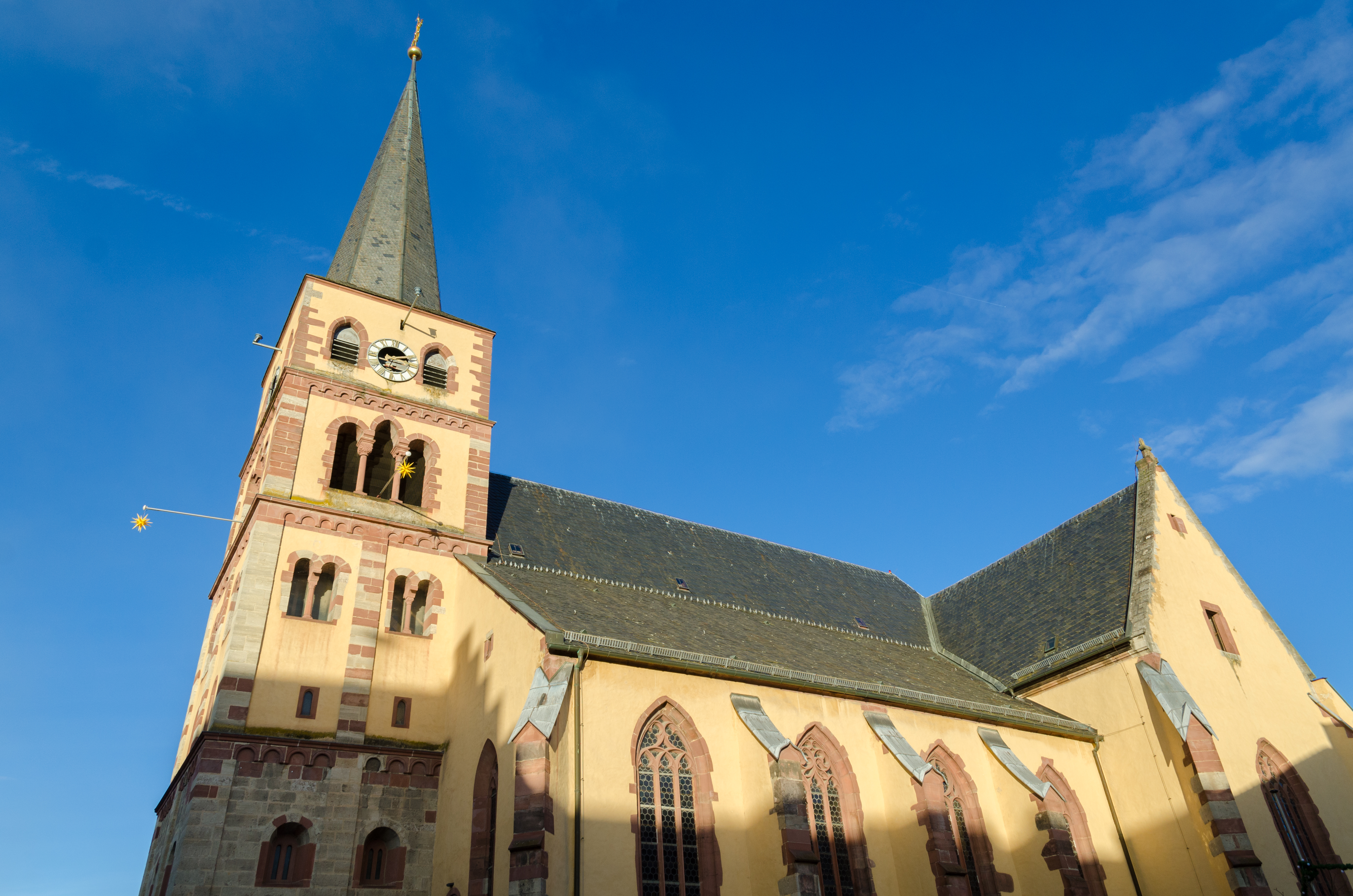
St. Andreas
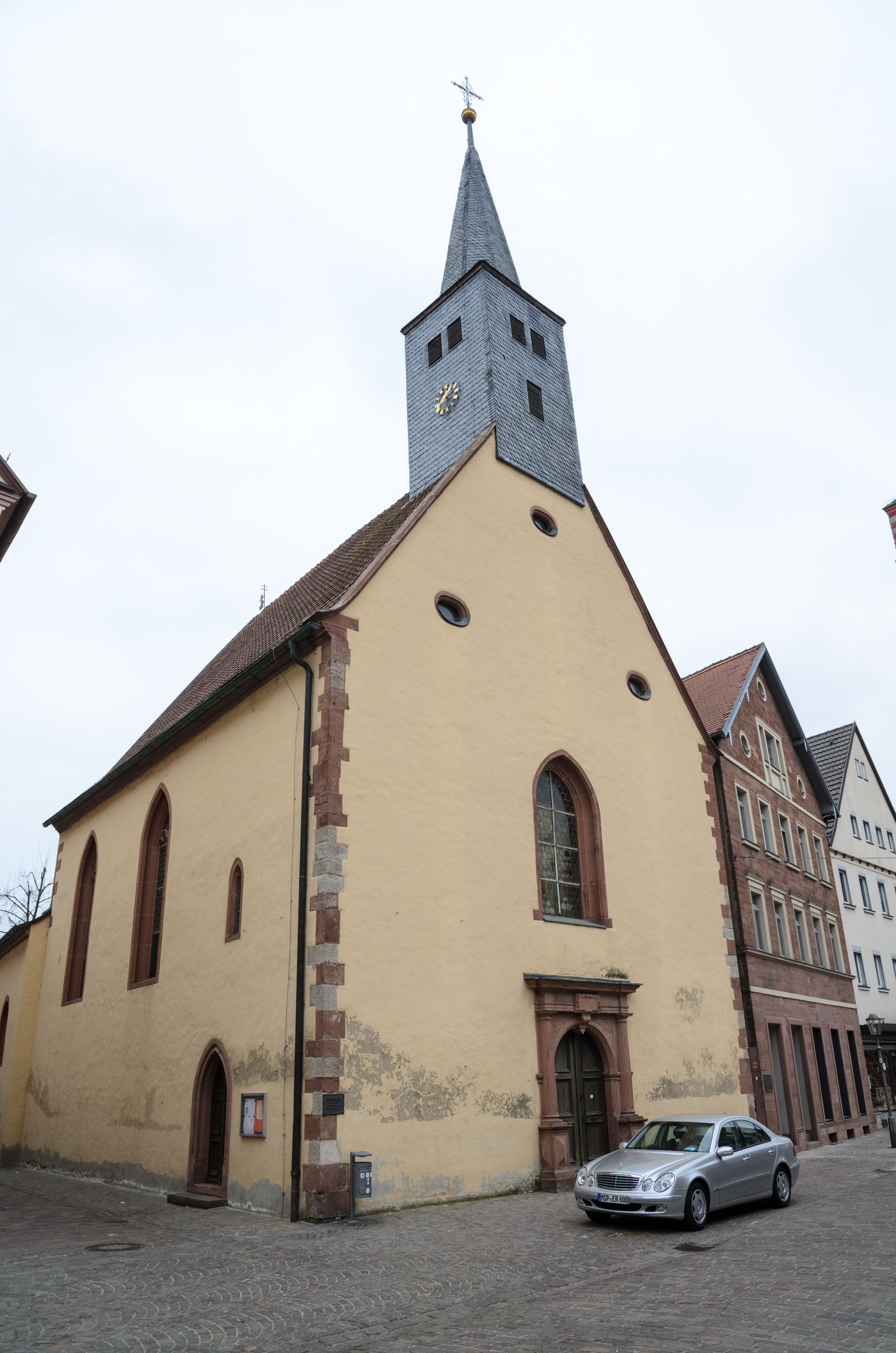
Spitalkirche
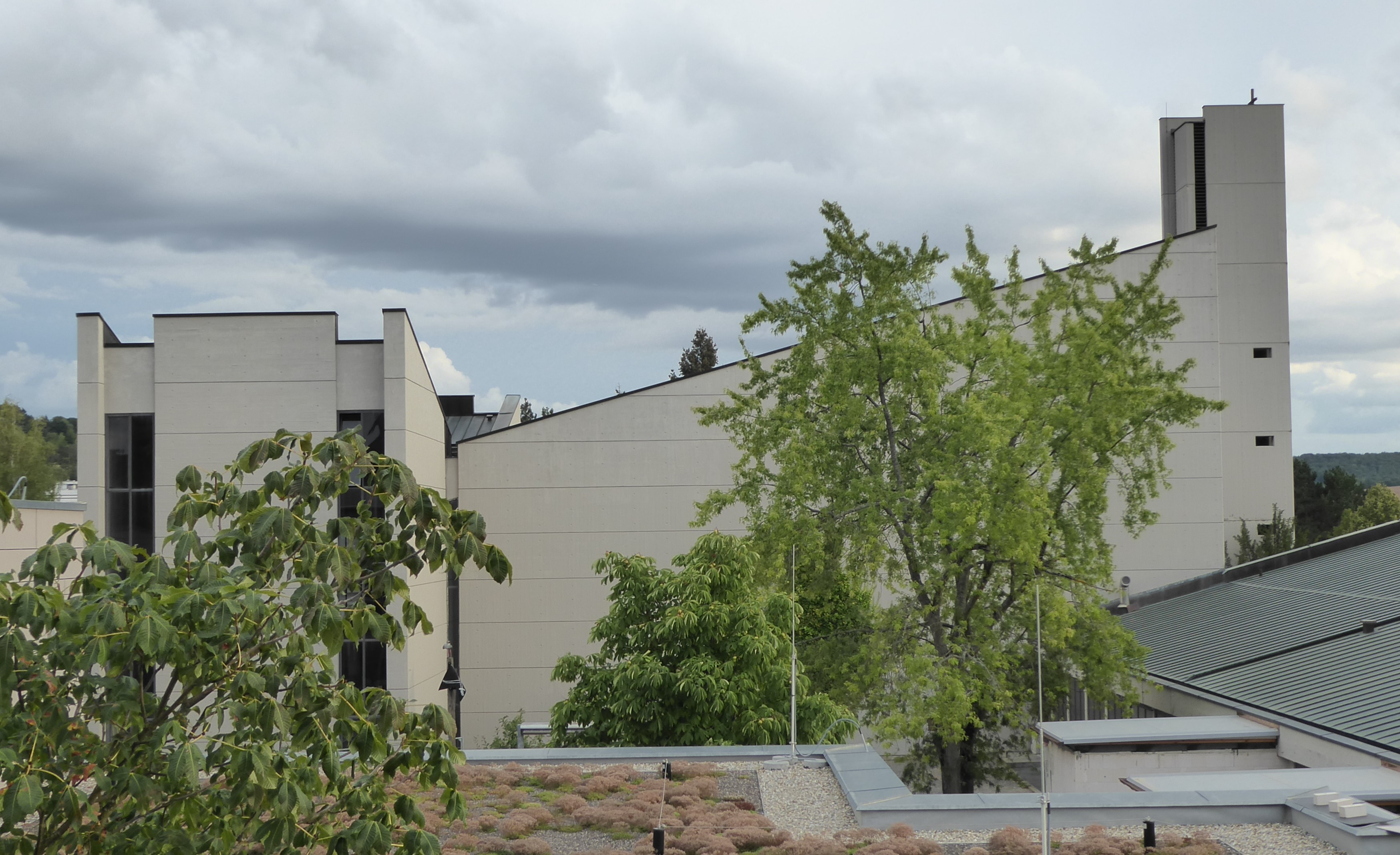
Kirche „Heilige Familie“